# Richard Gasquet
Pour les personnes ayant le même patronyme, voir Gasquet.
Richard Gasquet, né le 18 juin 1986 à Béziers (Hérault), est un joueur français de tennis professionnel de 2002 à 2025.
Joueur précoce, il devient no 1 mondial chez les juniors en 2002, année où il passe professionnel. Seize fois titré en simple sur le circuit ATP pour un total de 33 finales, il a atteint la septième place mondiale et a participé aux Masters de fin d'année en 2007 et 2013. Ses meilleures performances en tournoi du Grand Chelem sont trois demi-finales, à Wimbledon en 2007 et 2015 et à l'US Open en 2013. 
Dès 2005, Richard Gasquet fait partie de l'équipe de France de Coupe Davis qu'il finit par remporter en 2017. En double, il a remporté deux titres ATP, le titre en double mixte à Roland-Garros en 2004 avec Tatiana Golovin et la médaille de bronze lors des Jeux olympiques de Londres en 2012 aux côtés de Julien Benneteau. Associé à Kristina Mladenovic, il a aussi gagné la coupe Hopman en 2017.
De nombreux observateurs reconnaissent « son talent naturel, » et la qualité de son revers à une main que certains considèrent comme l'un des plus beaux et des meilleurs du circuit,,,,. En 2014, une enquête dans le milieu du tennis (joueurs et entraîneurs) classe Richard Gasquet à la seconde place, derrière Stanislas Wawrinka et devant Nicolás Almagro, pour le revers à une main.
Membre de la génération des « Nouveaux Mousquetaires » avec Gilles Simon, Jo-Wilfried Tsonga et Gaël Monfils, Richard Gasquet est l'un des meilleurs joueurs français de l'ère Open au nombre de titres en simple. Il est également le recordman français en nombre de matchs gagnés sur le circuit ATP (devant Yannick Noah). Il met un terme à sa carrière après le tournoi de Roland-Garros 2025.

## Carrière

### Débuts
Richard Gabriel Cyr Gasquet a commencé à jouer au tennis à l'âge de quatre ans avec son père Francis Gasquet, qui tenait un club de tennis à Sérignan, ville où il a grandi,, et qui a été le premier entraîneur de son fils jusqu'en octobre 2001. Maryse, sa mère, est également monitrice de tennis. Très jeune, Richard Gasquet devient le grand espoir du tennis français en accumulant les titres avec deux ans d'avance sur sa catégorie d'âge ; à 9 ans il est classé 15/4,. Ainsi, dès 1996, il fait la une de Tennis Magazine (sous le titre « Richard G. - 9 ans ») et devient le sujet de reportages à la télévision : les médias le présentent comme le champion que la France attend depuis Yannick Noah,. En janvier 1999, il remporte à douze ans le tournoi des « Petits As » à Tarbes (championnat du monde officieux des 13-14 ans) en battant (en demi-finale, 6-78, 6-3, 6-4) son aîné de quinze jours, Rafael Nadal. Puis la même année, il remporte à treize ans la Copa del sol et atteint le classement de 2/6 durant la saison. Ces succès et sa notoriété dans le monde tennistique français font alors de lui le plus grand espoir du tennis français, et nourrissent de nombreuses attentes, pour celui que les médias surnomment alors le « petit Mozart du tennis,, ». Dès 2000, grâce à une invitation, il tente les qualifications du tournoi Future France F24, où il remporte un match. Puis en 2001, toujours en tant qu'invité, il joue dans quatre tournois Future en France, où il remporte deux matchs pour quatre défaites et échoue lors du premier tour qualificatif du tournoi de Marseille du circuit principal (ATP).

### 2002-2004: débuts professionnels
Il se révèle au grand public en 2002 où il devient champion du monde junior (en remportant notamment les tournois juniors de Roland-Garros et de l'US Open), mais surtout en parvenant à passer un tour lors du tournoi de Monte-Carlo contre Franco Squillari alors no 54 à l'ATP, devenant le plus jeune joueur (15 ans et 10 mois) à gagner un match lors d'un Masters Series. Dès lors les attentes sur Richard Gasquet sont particulièrement importantes et la pression médiatique et sportive sur un jeune joueur, encore adolescent et de nature réservée, se révèlent parfois lourdes à porter — rétrospectivement, il déclare à de nombreuses reprises que cela fut excessif et difficile pour lui à assumer. Il participe pour la première fois à Roland-Garros chez les seniors en bénéficiant d'une invitation, mais il s'incline au premier tour en quatre sets contre le futur vainqueur du tournoi, Albert Costa.
En 2003, Arnaud Lagardère décide de le parrainer. En 2004 à Roland-Garros, Gasquet remporte le double mixte avec Tatiana Golovin. C'est la première victoire d'une paire française mixte depuis 1973 (Françoise Dürr / Jean-Claude Barclay à Roland Garros), mais aussi en mixte depuis 1976 dans un tournoi du Grand Chelem pour une joueuse ou un joueur français (Françoise Dürr et l'Australien Tony Roche au tournoi de Wimbledon). Lors des matchs de qualifications pour l'US Open 2004, il est disqualifié pour avoir violemment jeté sa raquette au sol, blessant accidentellement un juge de ligne. À la fin 2004, il est finaliste du tournoi ATP de Metz.
Beaucoup d'observateurs français et étrangers pensent alors qu'il a le potentiel pour être parmi les tout  premiers joueurs mondiaux, voire être un possible numéro 1 mondial,.

### 2005: entrée dans le top 20,1refinaleen Masters 1000 et premier top 10 battu
Durant la saison 2005, il confirme tous les espoirs placés en lui en atteignant les demi-finales du tournoi de Monte-Carlo, lors duquel, classé 101e à l'ATP, il réalise l'exploit, très commenté, d'éliminer le numéro un mondial Roger Federer (61-7, 6-2, 7-68 — il s'agit alors seulement de sa seconde défaite en 53 matchs depuis les JO de 2004) en quart de finale après avoir sauvé trois balles de match,, pour perdre ensuite contre Rafael Nadal (7-66, 4-6, 3-6),. À Rome il joue et perd son unique confrontation face à Andre Agassi. Au Masters de Hambourg il perd en finale contre Roger Federer (il est alors le premier joueur à atteindre la finale d'un Masters Series après être passé par les qualifications). Très attendu à Roland-Garros, il est battu au troisième tour à nouveau par Rafael Nadal. Dans la foulée, il remporte le 18 juin son premier titre sur le circuit ATP à l'Open de Nottingham sur gazon contre Max Mirnyi, le jour de ses 19 ans. Il enchaîne par son premier 1/8 de finale en Grand Chelem à Wimbledon et apprend sa première sélection en équipe de France de Coupe Davis pour affronter la Russie en quart de finale en juillet 2005. Il bat Igor Andreev mais perd contre Nikolay Davydenko. Pour son premier US Open, il atteint les 1/8 de finale en battant notamment le Croate Ivan Ljubičić dans un match marathon 3-6, 76-6, 67-7, 6-3, 6-2, où, blessé au coude, il doit laisser filer le match contre Robby Ginepri. Souffrant depuis l'été 2005 d'une fissure à un coude, il est contraint d'arrêter prématurément sa saison au mois d'octobre.
Richard Gasquet est, avec Rafael Nadal, David Nalbandian et Marat Safin, l'un des quatre joueurs à avoir battu Roger Federer en 2005.

### 2006: continuité de bons résultats et2efinaleen Masters 1000
La première moitié de la saison 2006 n'est pas aussi brillante que celle de 2005, à l'exception d'une victoire en 5 sets en Coupe Davis contre l'Allemand Tommy Haas. Il revient en forme fin juin en conservant son titre à l'Open de Nottingham avant de s'incliner devant Roger Federer au 1er tour de Wimbledon. De retour sur terre battue, il parvient à remporter l'Open de Gstaad, son 3e tournoi ATP (le 1er sur terre battue). Dans sa lancée, il réussit un très beau parcours (après avoir battu Santoro, Blake, Verdasco, Berdych et Murray) au Masters du Canada (Toronto) en parvenant en finale, mais il est une nouvelle fois battu par Federer, sa 5e défaite pour une victoire contre le no 1 mondial. À l'US Open 2006, il parvient encore en 1/8 de finale, tenant tête pendant 5 manches et 3 h 30 de jeu face à Lleyton Hewitt avant de s'incliner, victime cette fois-ci de crampes, au terme d'un match splendide. Après ses victoires sur gazon et sur terre battue, il remporte un troisième titre, en indoor cette fois-ci, à Lyon.

### 2007: 1/2 finale à Wimbledon et meilleur classement

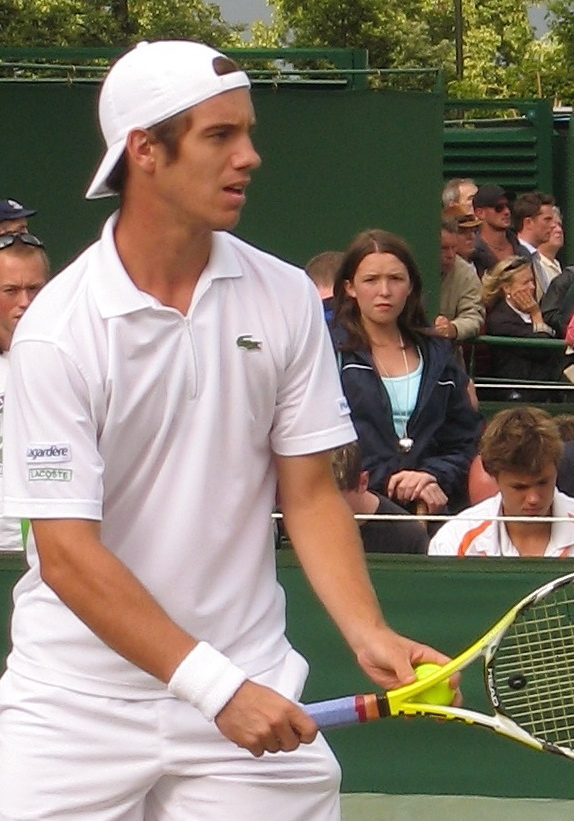
Gasquet lors du Wimbledon 2007, qui constitue toujours l'un de ses meilleurs résultats de sa carrière avec un match de demi-finale d'un tournoi du Grand Chelem.

Il commence l'année 2007 par deux belles performances à Adélaïde (quart de finaliste) et à Sydney (demi-finaliste) avant de passer pour la première fois le premier tour de l'open d'Australie. Il atteint les 1/8 de finale où il s'incline face à Tommy Robredo, alors 6e joueur mondial. En février, il contribue à la victoire de la France au premier tour de la Coupe Davis face à la Roumanie à Clermont-Ferrand en apportant deux points. Au Masters de Monte-Carlo, il atteint les quarts de finale après avoir notamment battu Ivan Ljubičić. Il va ensuite en finale de l'Open du Portugal mais perd contre Novak Djokovic (7-6, 0-6, 6-1). Lors de Roland-Garros, il réalise une contre-performance en étant éliminé au second tour par Kristof Vliegen (7-6, 6-3, 6-1).
Richard Gasquet est aux portes du top 10 (11e) à l'entame de la tournée sur gazon. Il débute par une élimination au premier tour de l'Open de Halle en Allemagne contre Aisam-Ul-Haq Qureshi seulement 304e mondial, mais spécialiste sur herbe. Lors de l'Open de Nottingham, dont il est le double tenant du titre, il échoue en quart de finale, dans une rencontre jouée sur dur indoor en raison de la pluie, contre Arnaud Clément fraîchement demi-finaliste au tournoi du Queen's. Pour Wimbledon, Richard Gasquet est classé tête de série numéro 12 (et 14e mondial). Son tableau se dégage jusqu'en quart, avec l'élimination des autres têtes de séries (Juan Ignacio Chela, Carlos Moyà, et le forfait d'Andy Murray). Il atteint les quarts de finale sans perdre un set en éliminant successivement Bohdan Ulihrach, Nicolas Mahut, Édouard Roger-Vasselin, et enfin, Jo-Wilfried Tsonga, tous alors hors du top 100. Pour son premier quart en Grand Chelem, il affronte Andy Roddick contre lequel il a déjà perdu à deux reprises et qui n'a perdu aucun set depuis le début du tournoi : l'Américain remporte les deux premiers sets 6-4, 6-4 et mène 4 à 2 dans la troisième manche ; Gasquet débreak et remporte finalement ce set au tie-break 7-62, puis le quatrième 7-63 ; dans le cinquième set intense et accroché, Gasquet, grâce à des coups étonnants et avec le soutien du public, s'impose 8 à 6 avec d'excellentes statistiques. Ce match étant alors le plus accompli de sa carrière. En demi-finale, il est facilement battu 7-5, 6-3, 6-4 par le numéro un mondial et tête de série no 1 Roger Federer, qui domine le jeu et distribue les aces et services gagnants. Cette performance à Wimbledon lui permet d'entrer pour la première fois de sa carrière dans le top 10 du classement ATP, en atteignant la 7e place mondiale.
La tournée nord-américaine précédant l'US Open n'est pas aussi prolifique que l'année précédente. En effet, au Masters Series de Montréal, il se fait éliminer lors de son premier match par Fernando Verdasco, puis est contraint à l'abandon au premier tour du Masters Series de Cincinnati contre Lleyton Hewitt, victime d'ampoules à la main droite. Lors de l'US Open, il déclare forfait au second tour, en raison d'une angine. Après près d'un mois d'interruption, durant lequel il annonce sa future collaboration ponctuelle avec Yannick Noah, Richard Gasquet reprend la compétition au tournoi de Bombay qu'il remporte contre Olivier Rochus (6-3, 6-4). La semaine suivante, il échoue face à David Ferrer en finale du tournoi de Tokyo, après avoir battu Tomáš Berdych en demi-finale.
Malgré deux défaites contre Paul-Henri Mathieu lors du Master Séries de Madrid au 2e tour, puis à Lyon contre Jo-Wilfried Tsonga, Richard Gasquet peut encore espérer se qualifier pour les Masters au début du Masters de Paris-Bercy. Il y élimine Jo-Wilfried Tsonga (7-5, 7-6) puis deux concurrents directs pour la qualification, James Blake no 7 mondial (6-4, 6-4) et Andy Murray no 12 (6-3, 0-6, 6-4) en quart de finale. Le lendemain, grâce à la défaite de Márcos Baghdatís en demi-finale face à Rafael Nadal et malgré une défaite (6-2, 6-4) contre David Nalbandian, il obtient sa qualification pour les Masters de Shanghaï et termine l'année à la 8e place mondiale du classement technique et de l'ATP Race. Il est ainsi le sixième Français (après Barthès, Noah, Leconte, Forget et Grosjean) à prendre part à ce dernier tournoi de l'année réservé aux huit meilleurs mondiaux de la saison. Lors des Masters, Gasquet est battu d'entrée, 3-6, 6-3, 6-4, par Rafael Nadal après avoir mené une bonne partie de la rencontre. Lors du deuxième match de poule, il défait facilement Novak Djokovic (6-4, 6-2) préservant ses chances de qualification pour les demi-finales. Après sa défaite 6-1, 6-1 contre David Ferrer dans le troisième et dernier match de poule, Richard Gasquet est définitivement éliminé du tournoi.

### 2008: saison difficile

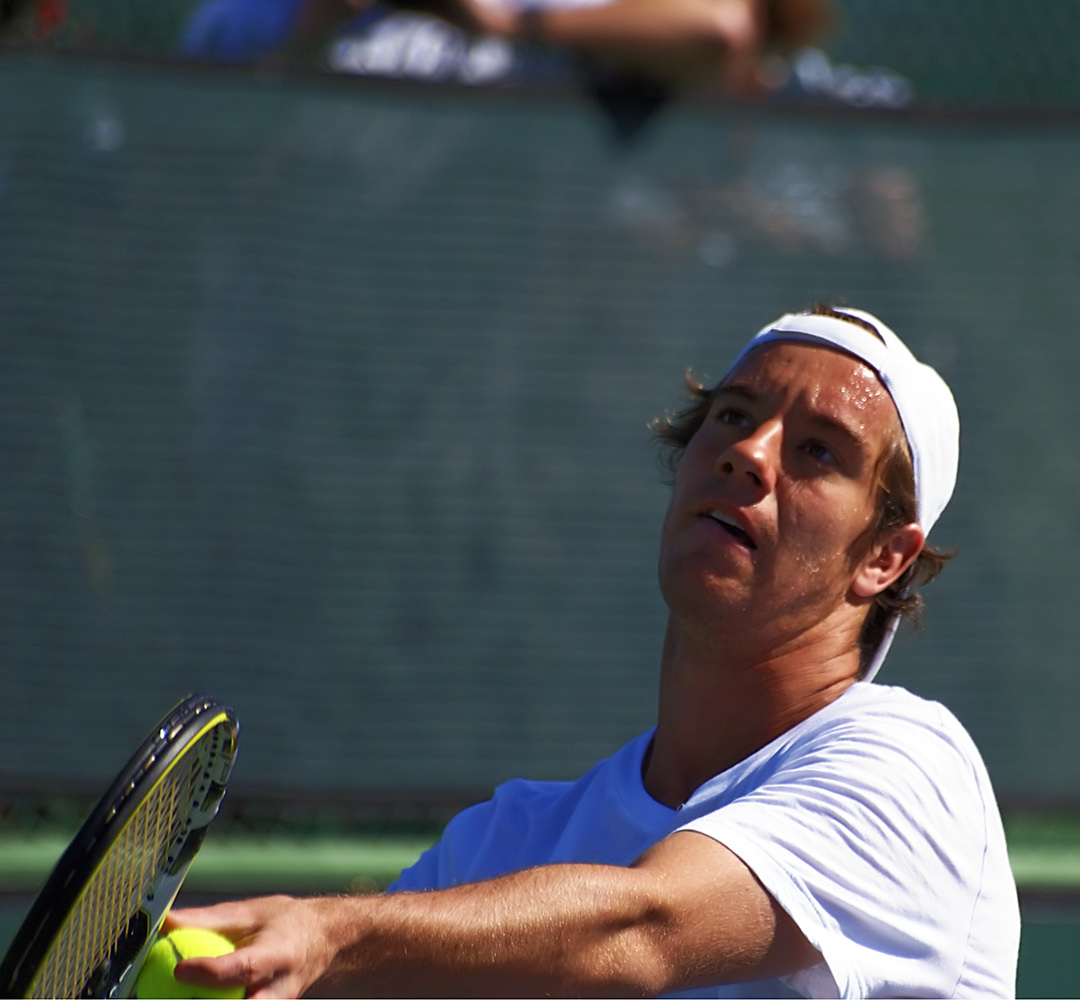
Richard Gasquet lors d'un entrainement au Masters d'Indian Wells, le 17 mars 2008.

Richard Gasquet commence sa saison 2008 à la 8e place du classement ATP. Lors du tournoi de tennis de Sydney, éliminé en simple au 2e tour par Dmitri Toursounov, il gagne le titre en double associé à Jo-Wilfried Tsonga en battant en finale les frères Bryan, no 1 mondiaux, en sauvant notamment trois balles de match. Lors de l'Open d'Australie, il chute en 1/8 de finale contre Jo-Wilfried Tsonga (2-6, 7-65, 66-7, 3-6) futur finaliste de l'épreuve. Lors du premier Master Series de l'année à Indian Wells, il est battu en 1/8 de finale par James Blake (6-4, 6-2) et sorti dès le deuxième tour du Masters de Miami encore une fois par Toursounov (6-3, 62-7, 7-66). En avril, lors du quart de finale de la Coupe Davis opposant la France aux États-Unis, sa non-participation à la première journée et au quatrième match décisif contre Andy Roddick, alors que la France était menée 2-1, se contentant de ne jouer que le cinquième match alors sans enjeu et finalement perdu contre James Blake (6-7, 6-4, 6-4), a suscité diverses critiques,. Richard Gasquet se sépare de son entraîneur Éric Deblicker pour travailler avec Guillaume Peyre, également entraîneur de Nicolas Mahut au sein du Team Lagardère et ancien entraîneur de Márcos Baghdatís lors de son accession à la finale à l'Open d'Australie 2006. Il déclare cependant forfait pour Roland-Garros quelques minutes avant son premier match en raison d'une blessure au genou contractée deux jours auparavant. Lors du tournoi de Wimbledon, il est éliminé en huitième de finale par le no 12 mondial écossais Andy Murray (5-7, 3-6, 7-63, 6-2, 6-4). Il sort ainsi du classement ATP des 10 meilleurs joueurs mondiaux en chutant de la 10e à la 15e place.
La semaine suivante, de retour sur la terre battue du Tournoi de Stuttgart, il atteint sa première finale d'un tournoi en 2008, qu'il perd face à Juan Martín del Potro (6-4, 7-5). Sa saison nord-américaine commence aux Masters du Canada par un quart de finale perdu contre Rafael Nadal (612-7, 6-2, 6-1) après avoir vaincu David Ferrer au tour précédent (6-3, 6-3). Ensuite, il participe au tournoi de Cincinnati, où il chute à nouveau contre l'une de ses bêtes noires, Toursounov, 7-68, 6-0. Il choisit de faire l'impasse sur les Jeux olympiques de Pékin pour préparer l'US Open, où il quitte le tournoi par la petite porte, battu par Tommy Haas en cinq manches dès le premier tour. Lors du tournoi suivant, il atteint les demi-finales de l'Open de Roumanie, pour la seconde fois de la saison, où il s'incline 6-2, 6-4 face à Carlos Moyà.
Lors du tournoi de Tokyo, il réalise un bon parcours en atteignant les demi-finales contre le joueur en forme du moment Juan Martín del Potro (29 victoires sur les 30 derniers matchs), qui le bat 6-3, 4-6, 7-5. À Madrid, il s'incline en huitième de finale face à Rafael Nadal (6-4, 6-2) ; il perd au même stade au tournoi de Lyon face à Steve Darcis (6-4, 3-6, 7-65).
À cause d'une blessure récurrente au coude, il décide de ne pas participer au tournoi de Paris-Bercy, où il avait atteint la demi-finale l'année précédente. Il retombe donc à la 24e place au classement mondial. En décembre 2008, comme Jo-Wilfried Tsonga, il renonce à disputer le Masters France malgré l'invitation qu'il avait obtenue.

### 2009: année marquée par les blessures et un contrôle positif à la cocaïne

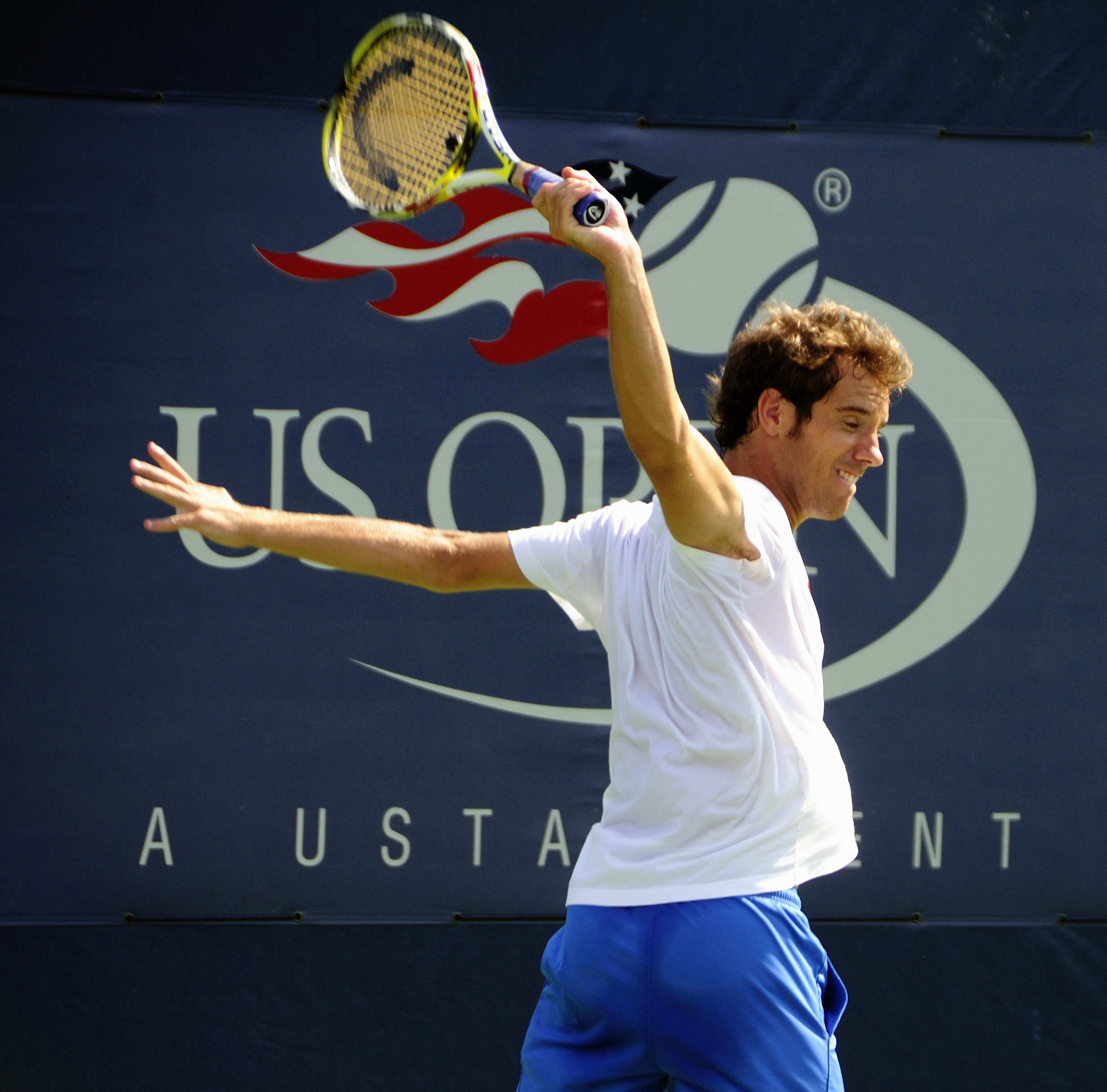
Le revers de Gasquet, ici lors de l'US Open de tennis 2009.

Richard Gasquet commence sa saison 2009 à l'Open de Brisbane. Tête de série no 7, il ne s'incline qu'en demi-finale face à Radek Štěpánek (2-6, 6-2, 6-4) après avoir éliminé Marc Gicquel (4-6, 6-2, 6-2), Taylor Dent (7-5, 6-4) et Jo-Wilfried Tsonga (1-6, 6-4, 6-2). La semaine suivante, il participe au Tournoi de Sydney et bat au 1er tour Dmitri Toursounov (7-64, 6-4) avant de se défaire successivement de Gilles Simon (6-4, 6-4) et Jérémy Chardy (6-2, 7-64). En demi-finale, il perd face à David Nalbandian (6-4, 6-3). Gasquet participe ensuite à l'Open d'Australie, battant successivement Diego Junqueira puis Denis Istomin. Au 3e tour, il chute au terme d'un match éprouvant en cinq manches, malgré une balle de match dans le tie-break du 3e set, face à Fernando González (3-6, 3-6, 7-610, 6-2, 12-10).
Lors de la saison européenne, il participe au Tournoi de Rotterdam où il chute d'entrée de jeu face à Paul-Henri Mathieu. Il renonce à participer à l'Open 13. À l'Open de Dubaï, Richard Gasquet réalise un beau parcours en atteignant les demi-finales, stoppé par David Ferrer (6-2, 6-2). Au Masters d'Indian Wells, il est sorti au troisième tour par Fernando Verdasco. Associé à Stanislas Wawrinka en double, il atteint cependant les demi-finales, s'inclinant face aux futurs vainqueurs Andy Roddick et Mardy Fish (6-4, 7-64). Il déclare ensuite forfait successivement pour les tournois de Miami et de Monte-Carlo. Il déclare par la suite pouvoir participer au Tournoi de Barcelone qui se joue du 20 au 27 avril. La semaine suivante, au Masters de Rome, il élimine au premier tour Jo-Wilfried Tsonga, puis rallie les huitièmes de finale en battant Ernests Gulbis 6-2, 1-6, 6-4. Son bon début de parcours est stoppé par Fernando Verdasco qui le bat en deux sets.
Contrôle positif à la cocaïne
Le 9 mai, la radio RMC relayée par le journal L'Équipe révèle que Richard Gasquet a été contrôlé positif à la cocaïne avant le Master 1000 de Miami 2009 pour lequel il avait déclaré forfait avant le début du premier tour. Le lendemain, il confirme cette information mentionnant que le test de l'échantillon B se révèle positif tout en déclarant que les analyses chimiques faites sur les cheveux se sont révélées négatives,. Suspendu à titre provisoire le 11 mai 2009, il risque entre trois mois et 2 ans de suspension totale par la Fédération internationale de tennis (FIT).
Il est entendu par la juridiction antidopage de la Fédération internationale de tennis le 29 juin et apporte des éléments tendant à prouver le caractère accidentel de la prise de cocaïne ayant entraîné un test positif, dû selon lui à un baiser lors d'une soirée en boîte de nuit ou à l'absorption involontaire dans un verre en contenant. Le 15 juillet 2009, le verdict du jury mandaté par la FIT est rendu qui le suspend pour deux mois et demi, ce qui en pratique indique qu'il peut reprendre la compétition le jour même. La FIT reconnaît que l'absorption de cocaïne est « accidentelle » et que « bien qu'étant coupable de s'être exposé à un tel risque, sa faute n'est pas significative », estime le tribunal, qui « a considéré qu'il aurait été injuste et disproportionné d'infliger une sanction de douze mois de suspension à Richard Gasquet, étant donné le caractère exceptionnel et « probablement unique » de l'incident,. ». Le 6 août, la FIT et l'AMA ont cependant fait appel de la décision devant le TAS qui confirme entièrement le 17 décembre 2009 le premier jugement du tribunal antidopage : « le joueur a été exonéré de toute faute ou négligence et le TAS a rejeté les appels déposés par l'ITF et l'AMA »,. Le 24 septembre 2009, sa plainte concernant l'administration de substances nuisibles à son insu, est classée sans suite.
Retour sur le circuit
Richard Gasquet fait son retour à l'US Open de tennis où il perd au premier tour contre Rafael Nadal 6-2, 6-2, 6-3. Pour son deuxième tournoi, il participe à l'Open de Metz où il bat difficilement Michael Berrer (6-3, 2-6, 7-65), puis Christophe Rochus (7-5, 4-6, 6-2), Philipp Petzschner (26-7, 6-1, 6-3) pour s'incliner en demi-finale contre Gaël Monfils (6-4, 6-3). Lors du tournoi de Bâle, il perd en quart de finale contre Marco Chiudinelli (6-1, 6-3) après avoir dominé notamment John Isner lors du tour précédent où il a sauvé deux balles de match (4-6, 7-69, 6-2).

### 2010: saison en demi-teinte
Richard Gasquet commence son année 2010 en Australie lors du tournoi de Brisbane où il bat Jarkko Nieminen, Matthew Ebden avant de perdre en quart de finale contre Andy Roddick (6-3, 7-65). La semaine suivante, il participe au tournoi de Sydney où il bat successivement Feliciano López (6-4, 6-1), Benjamin Becker (6-2, 7-6), Potito Starace (6-3, 7-67), Julien Benneteau (6-4, 7-5) avant de perdre en finale contre Márcos Baghdatís (6-4, 7-62). Au 1er tour de l'Open d'Australie, il joue le match le plus long de sa carrière en 4 heures 53 minutes, perdu contre Mikhail Youzhny (7-69, 6-4, 62-7, 64-7, 4-6) après s'être pourtant procuré deux balles de match dans le 4e set. Il décide de poursuivre sa saison dans l'hémisphère sud sous la houlette d'un nouvel entraîneur argentin, Gabriel Markus, en participant à trois tournois sur terre battue : le tournoi de Costa de Sauipe, où il déclare finalement forfait, puis le tournoi de Buenos Aires, où il perd dès le premier tour contre Juan Ignacio Chela (7-63, 7-5). Richard Gasquet participe ensuite à l'Open d'Acapulco, battant Carlos Moyà au premier tour (4-6, 6-3, 6-2) mais chutant ensuite face à Nicolás Almagro (3-6, 7-5, 7-67).
Il réalise de bons matchs d'entraînement contre Gaël Monfils et Jo-Wilfried Tsonga lors de la Coupe Davis[réf. nécessaire] mais perd au 1er tour des Masters d'Indian Wells (66-7, 67-7) contre Simon Greul, puis au 1er tour du tournoi Challenger de Sunrise contre Gilles Simon pour la première fois (4-6, 4-6), et au 1er tour des Masters de Miami face à Olivier Rochus (7-6, 1-6, 6-4). Lors de la saison sur terre battue, il s'incline en quart de finale du tournoi de Casablanca face à Victor Hănescu (7-63, 4-6, 6-3) et chute à la 86e place mondiale, soit son plus mauvais classement en simple depuis avril 2005. Lors de l'Open de Belgrade, après avoir notamment battu Andreas Seppi (4-6, 6-2, 7-5), il atteint les quarts de finale mais est battu par John Isner (2-6, 7-66, 6-3). La semaine suivante, il remporte le Tournoi de tennis de Bordeaux en dominant en finale Michaël Llodra (4-6, 6-1, 6-4) puis remporte dans la foulée l'Open de Nice, où il bat notamment Potito Starace (7-61, 7-66) en demi-finale et Fernando Verdasco en finale (6-3, 5-7, 7-65) lors d'une rencontre de haute qualité, où pourtant mené 4-1 dans le troisième set, il trouve des ressources mentales pour recoller et gagner. C'est dans ce contexte de dix matchs victorieux successifs sur terre battue et de retour à la 45e place mondiale qu'il se présente à Roland-Garros. Confronté à Andy Murray (alors 4e joueur mondial), le Français, après avoir mené 2 sets à 0, s'incline en 5 sets (6-4, 7-65, 4-6, 2-6, 1-6).
Lors du début de la saison sur gazon, il atteint les huitièmes de finale du tournoi du Queen's pour affronter Rainer Schüttler mais déclare forfait par suite de la persistance de douleurs lombaires qu'il aurait contractées lors de Roland-Garros. Ces douleurs, combinées à des douleurs intercostales, le poussent à renoncer au tournoi de Wimbledon. Il reprend la compétition sur terre battue lors de l'Open de Gstaad fin juillet et perd en finale contre Nicolás Almagro (7-5, 6-1).
Richard Gasquet commence la saison nord-américaine sur dur par deux défaites successives aux premiers tours du Classic de Washington (abandon) et des Masters du Canada. Il passe finalement le premier tour du Masters de Cincinnati en battant Mikhail Youzhny (2-6, 6-4, 6-1), puis Michael Berrer (6-4, 6-2), avant de chuter contre Mardy Fish (5-7, 2-6). Lors de l'US Open, il élimine successivement Simon Greul (6-3, 6-4, 6-2), puis Nikolay Davydenko (6-3, 6-4, 6-2) avec un match solide où le Russe commet beaucoup de fautes,, et Kevin Anderson (6-3, 7-63, 7-5). En huitième de finale, il affronte Gaël Monfils qui réalise un match « physique et mental » complet marqué par une excellente stratégie défensive et qui le bat 6-4, 7-5, 7-5. À la suite de l'US Open, Gasquet met fin à sa collaboration initiée en février avec Gabriel Markus pour ne retravailler qu'avec Éric Deblicker.
Durant la saison asiatique, il s'incline au deuxième tour de l'Open du Japon contre Dmitri Toursounov (62-7, 6-1, 4-6), et la semaine suivante atteint les huitièmes de finale des Masters de Shanghai, qu'il perd contre Novak Djokovic (1-6, 1-6) après avoir éliminé Ernests Gulbis (6-1, 6-4) puis Gaël Monfils (6-4, 3-6, 6-4).

### 2011: retour à la compétition

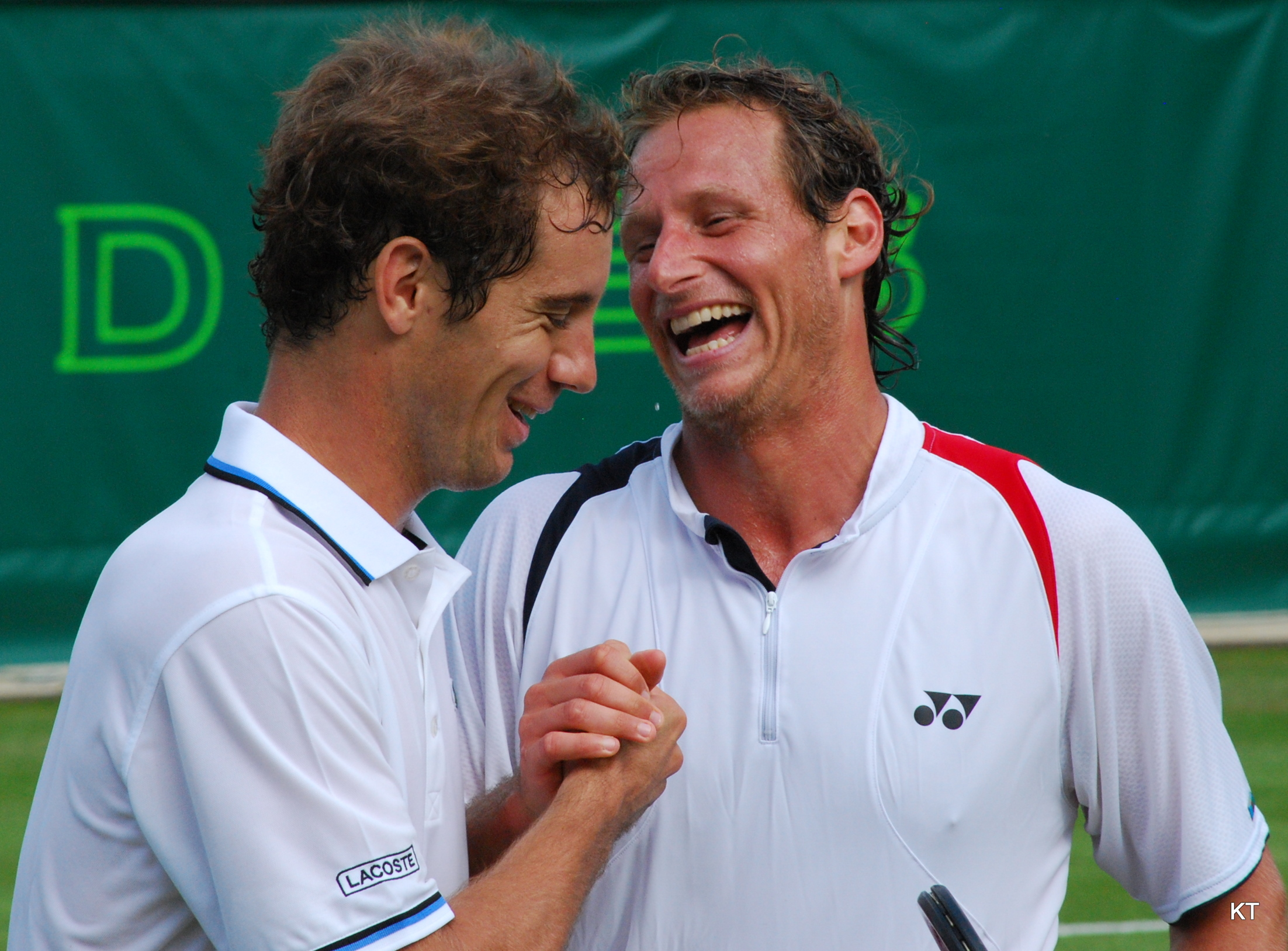
Gasquet avec David Nalbandian en juin 2011.

Pour commencer la saison, Richard Gasquet participe à l'Open de Chennai. Il s'incline au deuxième tour face à Björn Phau (1-6, 7-65, 7-64), alors qu'il menait 6-1, 5-2. La semaine suivante, il atteint les quarts de finale du tournoi de Sydney en battant successivement Matthew Ebden (6-4, 6-3) et Andreas Seppi (3-6, 7-5, 6-4) mais chutant contre Viktor Troicki (6-4, 6-4). Lors de l'Open d'Australie, il s'incline au troisième tour contre Tomáš Berdych (2-6, 6-7, 2-6). À l'issue du tournoi, il annonce qu'il sera conseillé dans les semaines à venir par Sébastien Grosjean. En raison des nouvelles fonctions d'Éric Deblicker dans la Team Lagardère, l'Italien Riccardo Piatti devient en février 2011 le nouvel entraîneur de Richard Gasquet, Sébastien Grosjean restant conseiller. L'objectif avoué étant désormais de réaliser un retour dans le Top 10,. Lors de l'open de Dubaï, il élimine notamment en quarts Gilles Simon (5-7, 6-2, 6-4) mais perd contre Roger Federer (6-2, 7-5).
Pour le début de la saison nord-américaine sur dur, il atteint pour la première fois depuis 2008 les quarts de finale d'un Masters 1000 à Indian Wells en battant successivement Pablo Cuevas (7-5, 6-3), le no 10 Jürgen Melzer (6-1, 6-3) et le no 8 Andy Roddick (6-3, 7-65), pour affronter Novak Djokovic (no 3), le joueur le plus performant de ce début de saison, qui le bat 6-2, 6-4. Malgré cette défaite, il réintègre le top 20 à la 18e place et de nombreux observateurs considèrent que ce tournoi marque un retour au premier plan du joueur,. Il perd au second tour dans le tournoi de double et ce malgré trois balles de matchs, associé à Julien Benneteau face à la paire Roger Federer / Stanislas Wawrinka 3-6, 6-4, [10-12]. Au Masters de Miami, après avoir battu au second tour Paolo Lorenzi, joueur issu des qualifications, Gasquet s'incline au troisième tour contre l'Américain Mardy Fish (6-4, 6-3). À l'issue de cette période, il se stabilise dans le top 20 de l'ATP.
À l'entame de la saison sur terre il atteint les huitièmes de finale des Masters de Monte-Carlo, battu par Rafael Nadal (2-6, 4-6) et du tournoi de Barcelone, chutant contre Gaël Monfils (4-6, 67-7), mais cède d'entrée lors des Masters de Madrid face à Daniel Gimeno-Traver (3-6, 6-4, 6-3). La semaine suivante aux Masters de Rome, il bat successivement Albert Montañés (6-2, 6-3), Igor Andreev (6-1, 6-2), et surtout en huitième de finale Roger Federer (4-6, 7-62, 7-64), après avoir été mené 4-2 dans la seconde manche, pour la première fois depuis 2005 lors de son match de révélation à Monte-Carlo. Ce match contre Federer est élu cinquième plus beau match du circuit ATP de l'année 2011. En quart de finale, il élimine Tomáš Berdych (4-6, 6-2, 6-4) pour affronter Rafael Nadal qui, après une première manche accrochée, l'élimine (7-5, 6-1). Ces succès sur terre battue lui permettent d'aborder le tournoi de Roland-Garros dans de bonnes dispositions puisqu'il élimine successivement Radek Štěpánek (7-5, 6-3, 6-0), Marcel Granollers (4-6, 6-3, 6-2, 6-4), et Thomaz Bellucci (6-2, 6-3, 3-6, 6-3) pour atteindre pour la première fois les huitièmes de finale de ce tournoi du grand chelem où il est battu relativement facilement par Novak Djokovic (4-6, 4-6, 2-6).
Lors de la saison sur gazon, il fait l'impasse sur les tournois préparatifs à Wimbledon, tournoi lors duquel il élimine successivement Santiago Giraldo (7-5, 6-3, 7-63), Igor Kunitsyn (6-1, 6-4, 6-4), Simone Bolelli (6-3, 6-2, 6-4) avant de perdre en huitièmes de finale contre Andy Murray (7-63, 6-3, 6-2). Grâce à son parcours, il se retrouve aux portes du Top 10, avec la 11e place mondiale, ce qui permet à Guy Forget de le titulariser pour les quarts de finale de la Coupe Davis contre l'équipe d'Allemagne, une première depuis plus de trois ans. Lors du premier match sur terre battue à Stuttgart, il s'impose en cinq sets (4-6, 4-6, 7-5, 6-3, 6-3) et apporte le premier point à son équipe dans une rencontre difficile lors de laquelle il est mené deux sets à rien, 4-5 service à suivre pour Florian Mayer qui finit par craquer mentalement et physiquement.
Richard Gasquet entame la saison nord-américaine sur dur aux Masters du Canada en éliminant Florian Mayer (6-3, 6-2) puis Thomaz Bellucci (6-1, 6-4) mais est battu en huitièmes de finale par Nicolás Almagro (7-65, 6-3). La semaine suivante lors des Masters de Cincinnati, il élimine Alexandr Dolgopolov (6-1, 7-64) puis Kevin Anderson (7-64, 6-4) mais perd en huitième de finale contre Mardy Fish (7-5, 7-5). Lors de l'US Open il réalise une contre-performance en perdant au deuxième tour contre Ivo Karlović (4-6, 2-6, 6-2, 46-7) repoussant la possibilité de réintégrer le Top10 mais aussi de préserver celle de jouer les Masters en fin d'année. Lors de la rencontre de demi-finale de Coupe Davis contre l'Espagne sur la terre batture de Séville, il s'incline sèchement à deux reprises contre Rafael Nadal et Fernando Verdasco. Il enchaine à l'open de Metz mais perd en quart contre Gilles Müller (3-6, 4-6) et doit s'arrêter plusieurs semaines en raison des problèmes au coude. Il fait son retour lors des Masters de Paris-Bercy où il élimine Kevin Anderson (6-4, 7-64) au second tour mais chute en huitième contre Roger Federer (2-6, 4-6). Il termine l'année au 19e rang mondial.

### 2012: régularité en Grand Chelem,3efinaleen Masters 1000 et retour dans le top 10
Richard Gasquet commence la saison 2012 par une participation à la coupe Hopman, se déroulant à Perth en Australie, associé à Marion Bartoli où la paire française élimine successivement l'équipe de Chine, puis l'équipe d'Australie (composé de Jarmila Gajdošová et Lleyton Hewitt battu 6-2, 5-7, 6-1), et enfin celle d'Espagne (composée de Anabel Medina Garrigues et Fernando Verdasco battu 6-2, 6-4) et atteint la finale contre l'équipe tchèque (composée de Petra Kvitová et Tomáš Berdych) face à laquelle elle s'incline 2-0 (défaite de Gasquet 7-60, 6-4 ; après celle de Bartoli 7-5, 6-1). Il participe ensuite au tournoi de Sydney où il est éliminé en quart de finale par Denis Istomin (6-4, 7-64). Lors de l'Open d'Australie, il élimine Andreas Seppi (6-3, 3-6, 6-3, 6-1), Andrey Golubev (6-4, 6-2, 3-0 ab.) et le no 9 mondial Janko Tipsarević (6-3, 6-3, 6-1) lors d'un match solide pour atteindre les huitièmes de finale contre David Ferrer qui l'élimine en trois sets 4-6, 4-6, 1-6.
À l'entame de la saison européenne en salle, à l'open de Montpellier, il est battu par Philipp Kohlschreiber (6-2, 3-6, 6-4) en quart de finale, puis à nouveau à ce stade de la compétition lors de l'open de Rotterdam par Nikolay Davydenko (5-7, 3-6). Lors de l'open de Marseille, après deux tours facilement remportés, il est battu encore une fois en quarts de finale, cette fois-ci par Juan Martín del Potro (7-5, 7-65) dans un match serré où il a eu de nombreuses balles de sets non concrétisées dans les deux manches. Battu sur abandon par Mikhail Youzhny (6-3ab) au second tour de l'open de Dubaï, puis au second tour d'Indian Wells par Albert Ramos (6-3, 5-7, 1-6), il poursuit sa tournée nord-américain par les Masters de Miami où il élimine Cedrik-Marcel Stebe (6-3, 7-62, 6-2) et Albert Ramos (6-2, 7-5, 6-3) pour s'incliner face à Novak Djokovic (7-5, 6-3) en huitièmes de finale.
Pour commencer la saison sur terre, il bat notamment Albert Ramos (2-6, 7-61, 7-5) pour atteindre la finale de l'Open du Portugal qu'il perd contre Juan Martín del Potro (6-4, 6-2). Il enchaîne deux jours plus tard sur la terre battue bleue des Masters de Madrid en éliminant Thomaz Bellucci (4-6, 6-4, 7-65), puis Viktor Troicki (7-5, 6-3), pour affronter en huitième de finale Roger Federer lors d'un match où il s'incline 6-3, 6-2. La semaine suivante lors des Masters de Rome, bien que ressorti du Top20 pour la première fois depuis 18 mois, il élimine successivement Jürgen Melzer (6-1, 7-66), Paolo Lorenzi (6-3, 6-2), et le no 4 Andy Murray lors un match référence (61-7, 6-3, 6-2) mais chute contre David Ferrer en quart de finale après un premier set accroché (46-7, 3-6). Il commence Roland-Garros comme tête de série no 17, en battant Jürgen Zopp (6-3, 6-4, 7-64) puis Grigor Dimitrov (5-7, 7-5, 6-2, 6-3) lors d'un match très attendu et difficile physiquement pour les deux joueurs. Le match bascule sur un échange de 36 coups à 5-4 30-40 contre le Bulgare dans le second set à l'issue duquel Dimitrov est à terre pris par de violentes crampes et Gasquet plié en deux vomit sur le court. Au tour suivant, il élimine Tommy Haas (63-7, 6-3, 6-0, 6-0) avec deux derniers sets de grande facture,, pour affronter Andy Murray en huitième de finale contre lequel il s'incline 6-1, 4-6, 1-6, 2-6.
Lors de la saison sur gazon, il s'incline lors du tournoi d'Eastbourne dès le premier match, bien que tête de série no 1, contre Marinko Matosevic (6-1, 65-7, 63-7) compromettant sa préparation sur cette surface en vue des échéances de l'été (Wimbledon et les Jeux olympiques). Lors du tournoi de Wimbledon il élimine Tobias Kamke (6-2, 6-2, 6-2), Ruben Bemelmans (6-3, 6-4, 6-4), puis Nicolás Almagro (6-3, 6-4, 6-4) lors d'un match maitrisé pour affronter Florian Mayer en huitième de finale. Il s'incline largement (une nouvelle fois à ce stade de la compétition avec la 12e défaites sur 13 participations aux huitièmes) contre l'Allemand (3-6, 1-6, 6-3, 2-6).

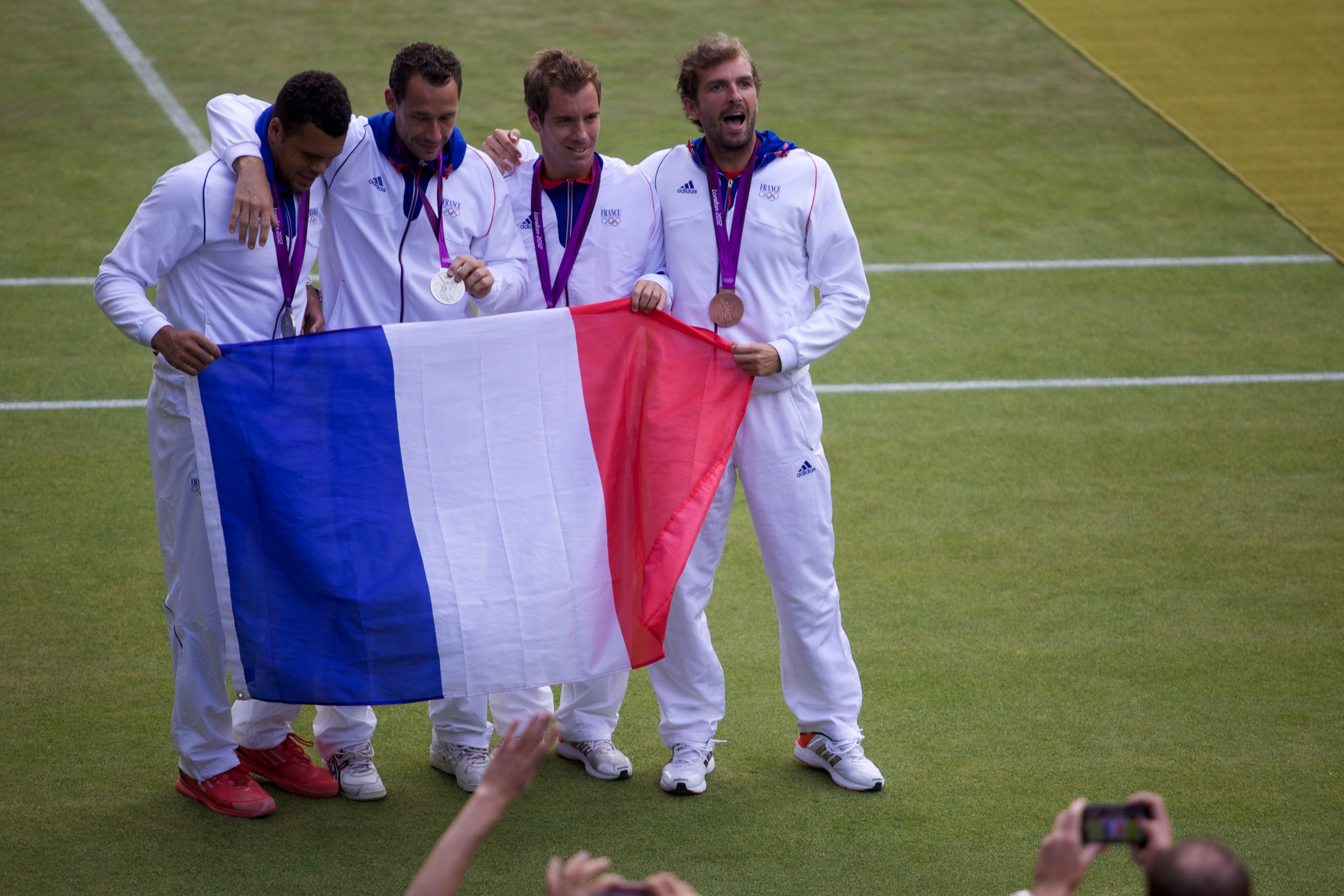
Richard Gasquet et Julien Benneteau remportent la médaille de bronze aux Jeux olympiques de Londres ; ici avec la paire Tsonga-Llodra, médaillée d'argent.

Il est sélectionné dans l'équipe française de tennis pour les Jeux olympiques de Londres (qui se jouent sur le gazon de Wimbledon), en simple et associé en double à Julien Benneteau. Tête de série no 16, il élimine au premier tour Robin Haase (6-3, 6-3) mais perd au second tour contre Márcos Baghdatís (4-6, 4-6). En revanche en double, après avoir battu notamment la paire indienne Mahesh Bhupathi-Rohan Bopanna (6-3, 6-4) puis la paire serbe Nenad Zimonjić-Janko Tipsarević (6-4, 7-63), il atteint avec Benneteau les demi-finales du tournoi olympique contre les frères Bryan. Les Français s'inclinent contre les Américains (6-2, 6-2) mais remportent ensuite la « petite finale » synonyme de médaille de bronze contre la paire David Ferrer-Feliciano López (7-64, 6-2).
La semaine suivante, il réalise la transition sur le dur du circuit nord-américain lors du Masters du Canada en battant successivement Mikhail Kukushkin (6-3, 7-5), puis dans la même journée Tomáš Berdych (6-4, 6-2) et Mardy Fish (5-7, 6-1, 6-2), puis John Isner (7-63, 6-3) pour atteindre contre Novak Djokovic sa première finale de Masters 1000 depuis 2006. Il s'incline facilement contre le Serbe (6-3, 6-2) mais progresse à la treizième place mondiale. Il perd au premier tour du Masters de Cincinnati contre Milos Raonic (7-64, 6-3). Lors de l'US Open, il atteint pour la quatrième fois de la saison les huitièmes de finale en grand-chelem en battant Albert Montañés (4-6, 6-2, 6-3, 6-3), puis deux qualifiés américains Bradley Klahn et Steve Johnson mais s'incline contre David Ferrer (5-7, 62-7, 4-6).
Au début de la saison en Asie sur court couvert, il participe à l'Open de Bangkok où, tête de série no 2, il bat difficilement Grigor Dimitrov (5-7, 7-5, 6-4) en étant mené 5-7, 2-5, puis Bernard Tomic (7-64, 6-4), et renverse le match contre Jarkko Nieminen (3-6, 7-5, 6-2) en étant également mené 3-6, 0-4 puis 4-5, pour affronter Gilles Simon en finale qu'il remporte 6-2, 6-1, obtenant le septième titre de sa carrière et se relançant dans la course aux Masters de fin d'année. Il enchaine seulement deux jours plus tard avec l'Open de Pékin en battant Matthew Ebden (6-2, 6-4) mais réalise une contre-performance contre le Chinois Ze Zhang (4-6, 6-3, 4-6) classé 168e à l'ATP, alors que le tableau était ouvert jusqu'en demi-finale pour engranger des points à l'ATP Race. La semaine suivante, il perd dès le deuxième tour contre Radek Štěpánek (4-6, 4-6) aux Masters de Shanghai. Lors de l'open de Bâle, il élimine successivement Robin Haase (4-6, 6-3, 6-2), Marco Chiudinelli (6-1, 6-4), Mikhail Youzhny (6-2, 7-55) mais perd en demi-finale contre Juan Martín del Potro (6-2, 6-2). À l'issue du tournoi et de la saison, il atteint la dixième place mondiale à l'ATP et réintègre ainsi le top 10, qu'il avait quitté depuis juin 2008.

### 2013: 1/2 finale à l'US Open, régularité en Masters 1000 et nouvelle année dans le top 10
Richard Gasquet entame la saison 2013 de la meilleure des manières en remportant son huitième titre avec le tournoi de Doha face à Nikolay Davydenko (3-6, 7-64, 6-3 ; après avoir été pourtant mené 3-6, 2-4 30-40 puis retournant le match en tenant physiquement au début du troisième set), après avoir éliminé Jan Hernych (6-3, 6-4), Grega Žemlja (67-7, 6-4, 7-63, après avoir été mené 2-5 30-A dans le troisième set), Lukáš Lacko (6-1, 6-3), et en demi-finale Daniel Brands (7-5, 7-5). Il commence l'Open d'Australie, en tant que tête de série no 9, en battant Albert Montañés (7-5, 6-2, 6-1), Alejandro Falla (6-3, 6-2, 6-2), Ivan Dodig (4-6, 6-3, 7-62, 6-0) mais perd contre Jo-Wilfried Tsonga (4-6, 6-3, 3-6, 2-6) en huitième de finale.
Après un premier tour de coupe Davis où il apporte deux points en simple contre l'équipe d'Israël, il enchaîne avec l'open de Montpellier où il élimine Gaël Monfils (6-3, 2-6, 6-3), Julien Benneteau (6-1, 4-6, 6-1), et Jarkko Nieminen (6-3, 2-6, 6-3) puis bat en finale Benoît Paire (6-2, 6-3), gagnant ainsi son neuvième titre en simple sur le circuit et le deuxième de la saison. Il enchaîne avec le tournoi de Rotterdam où il bat Viktor Troicki (7-63, 6-1) mais s'incline au deuxième tour contre Márcos Baghdatís (4-6, 4-6) puis, une semaine après, dès le premier tour contre Gilles Müller (6-2, 4-6, 65-7) lors de l'open de Marseille.
Lors des Masters d'Indian Wells, il bat Bernard Tomic (7-61, 6-2) puis Jerzy Janowicz (6-1, 6-4) mais s'incline en huitième de finale contre Tomáš Berdych (1-6, 5-7). Il enchaîne avec les Masters de Miami où il bat Olivier Rochus (7-5, 6-2), Mikhail Youzhny (6-3, 6-4) et « au mental » Nicolás Almagro (63-7, 7-5, 7-63) lors d'un match abordé de manière offensive pour atteindre les quarts de finale contre Tomáš Berdych. Poussant Berdych fréquemment à la faute et solide dans l'échange en variant les coups, il fait basculer la rencontre dans le 7e jeu du premier set (alignant sept jeux consécutifs) et remporte le match (6-3, 6-3) pour affronter Andy Murray en demi-finale. Il s'incline contre ce dernier, 7-63, 1-6, 2-6, lors d'un bon match, avec un premier set de grande qualité, avant d'être diminué physiquement ; à l'issue du tournoi, il atteint toutefois la neuvième place à l'ATP.
Blessé au pied et à la cheville, il déclare forfait pour la rencontre des quarts de finale de Coupe Davis contre l'équipe d'Argentine — perdue 3 à 2 — puis après deux semaines d'arrêt, commence la saison sur terre battue lors des Masters de Monte-Carlo où il bat Benoît Paire (6-1, 3-6, 6-1), puis Marin Čilić (7-5, 6-4) pour atteindre les quarts de finale contre Fabio Fognini contre lequel, « lent et sans énergie », il réalise une contre-performance perdant 60-7, 2-6. Il enchaîne par une défaite lors de son premier match au deuxième tour des Masters de Madrid contre Daniel Gimeno-Traver (5-7, 6-3, 6-4) puis la semaine suivante entame les Masters de Rome par des victoires contre Sam Querrey (6-2, 7-68) et Grigor Dimitrov (6-4, 6-4) avant de s'incliner contre Jerzy Janowicz (6-3, 62-7, 4-6). Il commence les Internationaux de France de tennis en tant que tête de série no 7 et domine Serhiy Stakhovsky (6-1, 6-4, 6-3), Michał Przysiężny (6-3, 6-3, 6-0), puis Nikolay Davydenko (6-4, 6-4, 6-3). En huitième de finale, il perd une nouvelle fois à ce stade de la compétition en grand chelem en s'inclinant contre Stanislas Wawrinka lors d'un match marathon (7-65, 6-4, 4-6, 5-7, 6-8) et malgré plusieurs occasions non concrétisées notamment dans le quatrième set.
Richard Gasquet commence la saison sur gazon au tournoi de Halle en battant Jürgen Melzer (6-3, 6-1) puis Florian Mayer (6-3, 7-64) mais s'incline en demi-finale contre Mikhail Youzhny (3-6, 2-6). Tête de série no 9 lors du tournoi de Wimbledon, il bat Marcel Granollers (62-7, 6-4, 7-5, 6-4) puis Go Soeda (6-0, 6-3, 65-7, 6-3) mais chute au troisième tour dans un match serré contre Bernard Tomic (67-7, 7-5, 5-7, 65-7). Alors qu'il refait une incursion sur la terre battue de l'open d'Umag, où il est tête de série no 1, il perd lors de son premier match au second tour contre Albert Montañés (4-6, 4-6).
Il entame la tournée nord-américaine sur dur lors des Masters du Canada (dont il était finaliste en 2012 contre Novak Djokovic) en battant Martin Kližan (6-3, 6-2), puis Kei Nishikori (1-6, 6-3, 6-3) avant de perdre contre Novak Djokovic (1-6, 2-6). Il poursuit avec les Masters de Cincinnati où il perd au deuxième tour lors de son premier match contre John Isner (66-7, 2-6). Tête de série no 8, lors de l'US Open, il élimine Michael Russell (6-3, 6-4, 6-2), Stéphane Robert (6-3, 7-5, 7-5), Dmitri Toursounov (6-3, 2-6, 6-4, 4-2, ab.), pour affronter en huitièmes de finale Milos Raonic. Il bat ce dernier après 4 h 40 d'un match physiquement difficile et très serré (64-7, 7-64, 2-6, 7-69, 7-5), négociant mieux les points importants que son adversaire (qui réalise 102 points gagnants et 39 aces contre respectivement 45 et 6 pour Gasquet) et en sauvant une balle de match dans le tie-break du quatrième set. Il atteint ainsi les quarts de finale en Grand Chelem qu'il n'avait plus atteints depuis 2007, pour affronter David Ferrer. Peu favori avant le match — il possède un bilan de huit défaites pour une seule victoire contre Ferrer —, il s'impose, 6-3, 6-1, 4-6, 2-6, 6-3, face à l'Espagnol en jouant un jeu agressif vers l'avant où l'une des clés du match fut notamment son revers le long de la ligne et sa capacité physique à tenir l'échange dans le cinquième set,. Malgré une « belle résistance » lors des deux premiers sets, il perd en demi-finale face à Rafael Nadal (6-4, 7-61, 6-2) lors d'un match où il manque une double occasion de break dans le second set (15-40 à 4-3 sur l'engagement de l'Espagnol qui sert deux excellentes premières balles) puis après la perte du jeu décisif cède physiquement dans le troisième set,. À l'issue du tournoi, de nombreux observateurs ont déclaré que Richard Gasquet avait « franchi un cap », gagné en maturité et démontré une « rage de vaincre [avec] acharnement et force mentale » ; le joueur considérant pour sa part que son important travail dans le domaine physique avait payé.
Après une coupure de quelques semaines, il commence la tournée asiatique avec le tournoi de Bangkok où il élimine Lukáš Lacko (6-3, 6-2), puis Mikhail Youzhny (5-7, 6-3, 6-1) avant d'échouer face à Milos Raonic (6-3, 5-7, 4-6) en demi-finale. Il enchaine avec le tournoi de Pékin en éliminant Florian Mayer (6-3, 7-62), Bernard Tomic (7-62, 6-4) et surtout à nouveau David Ferrer (6-3, 6-4) — se plaçant ainsi en bonne position pour participer à la finale des Masters de Londres en fin d'année — pour atteindre les demi-finales où il s'incline face à Novak Djokovic (6-4, 6-2). Il réalise cependant la semaine suivante une mauvaise opération en vue de Londres en s'inclinant au premier tour des Masters de Shanghai contre Vasek Pospisil (3-6, 4-6). Cependant, au tournoi de Moscou, il justifie son statut de tête de série no 1 en battant Evgeny Donskoy (6-3, 3-6, 6-1), Teymuraz Gabashvili (6-3, 6-2), Ivo Karlović (6-4, 7-5), et en finale Mikhail Kukushkin (4-6, 6-4, 6-4) au cours d'un match difficile où il est pourtant globalement nettement dominé tout au long de la rencontre par un adversaire kazakh entreprenant et efficace sauf sur les derniers points cruciaux du huitième jeu — qui dure plus de 13 minutes alors que ce dernier mène 3-4 et rate à quatre reprises les balles de jeu pour confirmer son break et que Gasquet éprouve une défaillance physique réussissant malgré tout à débreaker son adversaire et conclure la partie. L'obtention de son dixième titre sur le circuit ATP (et le troisième de la saison) permet à Richard Gasquet de passer devant Jo-Wilfried Tsonga et de prendre un avantage pour les Masters ainsi que de recoller à quelques points du duo suisse constitué de Federer et Wawrinka avant de s'aligner à l'open de Bâle où, émoussé, il perd cependant au premier tour contre Michaël Llodra (4-6, 2-6). Le tirage au sort du Masters de Paris-Bercy est défavorable à Gasquet et Tsonga qui — placés dans la même partie de tableau et tous deux en compétition pour l'ultime place qualificative pour Londres, avec Stanislas Wawrinka placé dans une autre partie et de fait quasiment assuré de sa propre qualification avec la neutralisation effective de ses deux concurrents directs —, doivent théoriquement s'affronter en huitième de finale dans un match qui déterminera la participation aux Masters de fin d'année. Pour son premier match à Bercy, se « faisant violence » tant au mental qu'au physique il élimine difficilement Fernando Verdasco (7-5, 66-7, 6-3 en 2 h 40). Assuré de sa participation à Londres près l'élimination de Jo-Wilfried Tsonga et de Milos Raonic, il bat Kei Nishikori (6-3, 6-2) avant de s'incliner une nouvelle fois face à Rafael Nadal (6-4, 6-1) malgré un début de match efficace car agressif.
Pour sa deuxième participation à la finale des Masters de tennis masculin, six ans après celle de 2007 (où il n'avait pas passé le stade des rencontres de poule), le tirage au sort le place dans le groupe B, le plus « relevé », avec Novak Djokovic, Juan Martín del Potro et Roger Federer. Il s'incline lors de son premier match contre del Potro (7-64, 3-6, 5-7) bien qu'étant parvenu à égaliser à 5-5 dans le troisième set alors que son adversaire servait pour le gain de la rencontre mais relâchant sa première balle sur son propre jeu de service suivant. Commettant trop de fautes directes et restant trop sur la défensive pour dominer l'échange, il est ensuite battu par Roger Federer (6-3, 6-4). Avant sa dernière rencontre de poule, Riccardo Piatti — son entraineur depuis 2011 — annonce la fin de leur collaboration à la surprise du joueur. Richard Gasquet réalise à nouveau un bon match contre Novak Djokovic mais s'incline (65-7, 6-4, 3-6) sans avoir remporté de rencontre durant la compétition.
Richard Gasquet conclut sa saison 2013 sur le gain de trois nouveaux titres, une demi-finale de Grand Chelem à l'US Open, son maintien dans le cercle des dix meilleurs joueurs mondiaux en finissant à la neuvième place ainsi que la récupération du statut de numéro 1 français, et une participation aux Masters de fin d'année consacrant ses résultats tout au long de 2013. À la fin du mois de novembre, il annonce qu'il entamera, à partir de février 2014, une collaboration avec Sergi Bruguera, en plus de son travail avec Sébastien Grosjean, pour remplacer le départ de Ricardo Piatti.

### 2014: année marquée par les blessures
Richard Gasquet entame la saison 2014 en tentant de conserver son titre à l'Open de Doha mais, souffrant du dos, il s'incline en huitième de finale contre Gaël Monfils (2-6, 5-7). Gêné par des douleurs intercostales, il commence l'Open d'Australie — classé tête de série no 9 — par une victoire contre un compatriote qualifié, David Guez (7-5, 6-4, 6-1), puis contre Nikolay Davydenko (7-63, 6-4, 6-4) avant de s'incliner face à Tommy Robredo sur le score de 2-6, 7-5, 6-4, 7-66.
Après un premier tour de coupe Davis où il apporte deux points en simple contre l'équipe d'Australie, il enchaîne avec l'Open de Montpellier où il perd en finale face à Gaël Monfils (4-6, 4-6). Lors du tournoi de Rotterdam, il bat Thiemo de Bakker au premier tour avant de s'incliner contre Philipp Kohlschreiber en huitièmes de finale.
Il s'incline au 3e tour du Masters d'Indian Wells contre Fernando Verdasco. Il participe ensuite au Masters de Miami où il s'incline face à Roger Federer. Il déclare forfait pour les quarts de finale de la coupe Davis pour cause de blessure au dos. Cette blessure le contraint à ne pas jouer tout au long de la saison de terre battue malgré plusieurs soins et du repos.
Il devient cette saison ambassadeur de la marque sportive le coq sportif.
Il fait enfin son retour lors du tournoi de Roland-Garros en mai après plus de deux mois d'absence. Il s'incline au troisième tour face à l'Espagnol Fernando Verdasco en 3 sets (3-6, 2-6, 3-6) sur deux jours (interruption due à la tombée de la nuit), après avoir battu l'Argentin Carlos Berlocq au deuxième tour (7-65, 6-4, 6-4) et l'Australien Bernard Tomic au premier (6-2, 6-1, 7-5).
En juin, il participe à l'Open de Halle mais s'incline dès le premier tour face à Robin Haase (6-4, 6-4). La semaine suivante, il participe au tournoi d'Eastbourne ; il arrive à se hisser en finale mais s'y incline face à Feliciano López en trois sets serrés. À Wimbledon, après une victoire au premier tour face à James Duckworth en 5 sets (63-7, 6-3, 3-6, 6-0, 6-1), il s'incline face à l'espoir australien Nick Kyrgios après avoir manqué neuf balles de match (6-3, 7-64, 4-6, 5-7, 8-10).
Lors du Masters de Toronto, il domine Vasek Pospisil (7-5, 7-5) au 1er tour puis Ivo Karlović au deuxième tour (5-7, 7-65, 6-3) avant de déclarer forfait pour son huitième de finale face à Andy Murray à cause de douleurs aux abdominaux qui le font renoncer au Masters de Cincinnati la semaine suivante.
Il fait son retour à l'US Open où il passe deux tours respectivement face à Denis Istomin (7-5, 7-65, 6-4) et Paolo Lorenzi (7-64, 6-3, 6-3) avant de s'incliner face à Gaël Monfils (4-6, 2-6, 2-6) ce qui le fait chuter au classement ATP où il perd une grande partie de ses points acquis l'année précédente avec sa demi-finale.
En demi-finale de la Coupe Davis contre la République tchèque, il met son équipe sur de bons rails en ouverture en gagnant facilement contre Tomáš Berdych (6-3, 6-2, 6-3), puis en remportant le double le lendemain, ce qui permet à la France d'être qualifiée pour la finale avant la dernière journée.
Pour terminer la saison, il fait de moyennes performances, préférant se préserver pour la finale de la Coupe Davis. Lors de cette finale, la France est menée 2-1. Gasquet, initialement prévu pour ne jouer que le double, doit jouer le match pour égaliser contre Roger Federer, remplaçant au pied levé en simple Tsonga qui avait déclaré forfait. Il perd sèchement face à Federer (4-6, 2-6, 2-6), et la Suisse remporte la Coupe Davis.

### 2015: 1/2 finale à Wimbledon et12etitreATP
Richard Gasquet entame la saison 2015 par l'Open de Doha où il s'incline en quart de finale contre Tomáš Berdych (2-6, 1-6) mais sa blessure au dos n'est pas en cause, il assure qu'il va mieux. À l'Open d'Australie, il avance jusqu'au troisième tour où il perd contre Kevin Anderson (4-6, 63-7, 66-7), malgré plusieurs balles de break qu'il n'a pas su convertir.
En février, il gagne l'Open de Montpellier, en battant Lucas Pouille, Denis Istomin, puis Gaël Monfils et Jerzy Janowicz, le tout sans perdre le moindre set.
À Dubaï, il abandonne après un set contre Roger Federer en quart de finale. Devant participer initialement au premier tour de la Coupe Davis, il déclare finalement forfait en raison de son dos. Ensuite lors du Masters d'Indian Wells, il perd d'entrée contre le qualifié Allemand Michael Berrer (161e mondial) en abandonnant dans le troisième set en raison de ses douleurs récurrentes au dos, faisant par la même occasion l'impasse sur le Masters de Miami pour se reposer. Il ne joue finalement pas non plus le Masters de Monte-Carlo.
De retour de blessure, il remporte son douzième titre ATP au début de mai en s'imposant en finale de l'Open d'Estoril contre Nick Kyrgios (6-3, 6-2). Il rejoint Gilles Simon à la deuxième place du classement du nombre de titres ATP chez les joueurs français, derrière Yannick Noah (23).
À Roland-Garros, il atteint les huitièmes de finale après avoir éliminé le Belge Germain Gigounon (6-3, 6-4, 6-0), Carlos Berlocq (3-6, 6-3, 6-1, 4-6, 6-1) et Kevin Anderson (4-6, 7-64, 7-5, 6-4). Il s'incline ensuite nettement contre le no 1 mondial Novak Djokovic (1-6, 2-6, 3-6).
À Wimbledon, il bat successivement Luke Saville (6-3, 6-2, 6-2), Kenny de Schepper (6-0, 6-3, 6-3) et la tête de série no 11 Grigor Dimitrov (6-3, 6-4, 6-4), alors demi-finaliste sortant. Il retrouve alors Nick Kyrgios contre qui il prend sa revanche de l'année précédente (7-5, 6-1, 67-7, 7-66) en presque trois heures de jeu où l'Australien aura eu des sautes d'humeurs. En quart, il affronte le vainqueur du précédent Roland-Garros Stanislas Wawrinka 4e mondial, et s'impose dans un match très disputé (6-4, 4-6, 3-6, 6-4, 11-9) et 3 h 28 de match intense. Son tournoi s'arrête cependant en demi-finale contre le no 1 mondial Novak Djokovic (62-7, 4-6, 4-6) dans un match plutôt solide.
Pour la tournée américaine, Gasquet étant malade, il déclare forfait pour le Masters du Canada, mais participe à celui de Cincinnati. Il bat les deux étoiles montantes australiennes Nick Kyrgios (6-2, 6-1), cependant nettement diminué, et Thanasi Kokkinakis (7-65, 6-2) avec un peu plus de difficultés surtout au premier set. En huitième, malgré un match assez fermé et ayant eu du mal sur ses engagements, il finit par battre sur le score de 7-5, 6-3 le 9e mondial et tenant de l'US Open, Marin Čilić. Il est éliminé au tour suivant par le no 2 mondial Andy Murray en remportant tout de même le premier set (6-4, 1-6, 4-6). Pour l'US Open, il démarre en mode diesel en profitant de l'abandon de Thanasi Kokkinakis à la 5e manche alors qu'il était malmené (4-6, 6-1, 4-6, 6-3, 2-0 ab.), puis bat plus facilement en quatre sets Robin Haase, puis impressionne au troisième tour en dominant complètement de par une super qualité de jeu et de service l'Australien Bernard Tomic (6-4, 6-3, 6-1). En huitième il bat la tête de série numéro 6 Tomáš Berdych (2-6, 6-3, 6-4, 6-1) en 2 h 24 et se qualifie pour les quarts de finale où il affrontera Roger Federer, cependant il se fera balayer par le Suisse (3-6, 3-6, 1-6) en tout juste 1 h 27 de jeu.
Sur la dernière partie de l'année, à Bâle, il se qualifie jusqu'en demi-finale en battant Dominic Thiem et le grand serveur Ivo Karlović en trois sets mais perd à nouveau contre Rafael Nadal (6-4, 7-67) mais avec une vraie force de combat. Enfin à Paris-Bercy, il bat le 7e mondial Kei Nishikori sur abandon, lui permettant d'être qualifié pour les quarts où il perdra dans un match titanesque contre Andy Murray (67-7, 6-3, 3-6) qui restera comme l’un des sommets de Bercy 2015.

### 2016:13eet14etitresATP et premier 1/4 à Roland-Garros
Après s'être blessé de nouveau au dos à la suite de sa participation à l'édition 2015 de l'IPTL début décembre, il déclare forfait pour le tournoi de Doha avant de renoncer à l'Open d'Australie.
En février 2016, il remporte le tournoi de Montpellier, en battant Ernests Gulbis, Márcos Baghdatís, puis Dustin Brown et Paul-Henri Mathieu en finale en n'ayant perdu qu'un set de la semaine. Il devient le joueur de tennis français en activité le plus titré, avec 13 titres. Cependant alors tête de série no 1 pour le tournoi de Rotterdam, il déclare finalement forfait avant son entrée en lice souffrant à l'aine et aux abdominaux.
Après avoir été éliminé en quart par Nick Kyrgios sur le score de 6-4, 6-0 à l'Open 13, il est appelé par Yannick Noah pour disputer le 1er tour de Coupe Davis contre le Canada, au même titre que Gaël Monfils, Gilles Simon, Jo-Wilfried Tsonga et Édouard Roger-Vasselin. Il apporte deux points à l'équipe de France, dont le point décisif, en double, associé à Jo-Wilfried Tsonga. L'équipe se qualifie pour les quarts de finale sur le score de 5-0.
Il participe ensuite au premier Masters 1000 de l'année, à Indian Wells. Tête de série no 8, il est exempté de premier tour. Il bat son compatriote Nicolas Mahut et Alexandr Dolgopolov pour se qualifier pour les huitièmes de finale où il s'incline contre Marin Čilić en trois manches. Puis à Miami, perdant à nouveau en huitième, contre Tomáš Berdych en trois manches également.
Pour entamer la saison sur terre battue, il subit une élimination précoce au deuxième tour à Monte-Carlo en trois sets face à Lucas Pouille. Il déclare ensuite forfait pour le tournoi de Barcelone pour ses problèmes de dos. À Madrid puis à Rome, il s'incline lors des huitièmes contre le Japonais Kei Nishikori sans lui prendre le moindre set. À Roland-Garros, il atteint pour la première fois de sa carrière les quarts de finale. Il écarte successivement Thomaz Bellucci, spécialiste Brésilien de la terre battue (6-1, 6-3, 6-4), l'Américain Bjorn Fratangelo, Nick Kyrgios (6-2, 7-67, 6-2) un peu blessé et surtout Kei Nishikori (6-4, 6-2, 4-6, 6-2) contre qui il vient pourtant de perdre 2 fois d'affilée en Masters 1000, avant de s'incliner finalement contre Andy Murray, après lui avoir tenu tête pendant 2 sets avant de s'effondrer (5-7, 7-63, 6-0, 6-2) après 3 h 23 de jeu.
Après la préparation sur herbe ratée, il dispute le tournoi de Wimbledon placé dans le bas de tableau. Il bat avec facilité Aljaž Bedene en trois manches, puis affrontant deux Espagnols Marcel Granollers et Albert Ramos-Viñolas perdant à chaque fois un set après un démarrage diesel, il se qualifie pour les huitièmes de finale où il affronte son compatriote Jo-Wilfried Tsonga. Il abandonne cependant à 4-2 dans le premier set, contraint d'abandonner à cause de ses douleurs intercostales.
Après plusieurs semaines de blessures et de doutes (défaite au premier tour de l'US Open), il atteint la finale de l'Open de Shenzhen en ne battant aucun top 100. Dans une finale haletante et intense à partir du deuxième set, il perd contre Tomáš Berdych 9e mondial (7-65, 62-7, 6-3) en 2 h 40 dans un bon match pour retrouver de la confiance. De retour en Europe, il remporte son 14e titre ATP 250 à Anvers en battant en finale Diego Schwartzman (7-64, 6-1).

### 2017: victoires en Hopman Cup et en Coupe Davis
Il commence l'année à la Hopman Cup, associé à Kristina Mladenovic. La paire française réalise un parcours quasi parfait, avec des victoires en poules contre l'Allemagne (2-1), la Grande-Bretagne (3-0) et la Suisse de Federer (2-1), avant de dominer le duo américain Jack Sock - Coco Vandeweghe en finale (2-1). À l'Open d'Australie, après deux victoires faciles contre Blake Mott et Carlos Berlocq, il s'incline ensuite sèchement au troisième tour (3-6, 2-6, 4-6) contre un des hommes en forme du moment, le Bulgare Grigor Dimitrov, futur demi-finaliste du tournoi.
Il est sélectionné par Yannick Noah pour disputer le 1er tour de Coupe Davis contre le Japon. Il y bat le Japonais Taro Daniel (6-2, 6-3, 6-2) et participe à la victoire de la France 3-0 dès le deuxième jour.
Dès la semaine suivante à l'Open Sud de Montpellier, après des victoires sur Malek Jaziri, Kenny de Schepper et Benoît Paire, il s'incline en finale face à Alexander Zverev (64-7, 3-6) pour sa 28e finale sur le circuit ATP. Il perd ensuite dès le deuxième tour du tournoi de Rotterdam face à Tomáš Berdych. À l'Open 13 de Marseille, il atteint les demi-finales, après avoir battu Gaël Monfils en quarts (65-7, 6-4, 6-2), où il s'incline face à Lucas Pouille (5-7, 3-6). Le 8 mars, il annonce son retrait des tournois d'Indian Wells et de Miami à la suite d'une opération de l'appendicite.
Il revient sur terre battue au tournoi de Barcelone où il perd au second tour contre Yuichi Sugita (6-4, 3-6, 63-7). Il atteint ensuite les quarts de finale à Estoril en battant Carlos Berlocq mais perd face à Kevin Anderson (2-6, 6-3, 64-7) dans un match accroché. Il déclare forfait pour les Masters de Madrid et de Rome, ne disputant aucun Masters 1000 à l'approche de Roland-Garros. Il revient pour les Internationaux de France où il bat au premier tour le qualifié Arthur De Greef (6-2, 3-6, 6-1, 6-3), puis Víctor Estrella de manière expéditive (6-1, 6-0, 6-4), mais abandonnant contre son compatriote Gaël Monfils au 3e tour.
Sur gazon, il réalise de bon tournois préparatoire. Avec une demi-finale à Halle, battant Gaël Monfils (3-6, 6-4, 6-3), Bernard Tomic et Robin Haase ; avant de réaliser un gros match contre le local, Alexander Zverev 12e mondial, (6-4, 4-6, 3-6) avec deux très bon premier sets, d'une qualité et un suspense incroyable. Puis à Eastbourne, Richard passe le jeune Frances Tiafoe (5-7, 7-64, 6-3) difficilement, puis à cause des intempéries lié à la pluie, il joue et gagne ses deux matchs le même jour contre les grand serveur Kevin Anderson (6-4, 6-4) et John Isner (6-3, 6-2). Mais sera vaincu dans un combat acharné (2-6, 7-67, 64-7) face à Gaël Monfils de nouveau, perdant sur le fil au bout d'un tie break intense. Malheureusement, il se loupera à Wimbledon en perdant dès le 1er tour face à David Ferrer (3-6, 4-6, 7-5, 2-6) après 2 h 54 de combat et pourtant loin de son niveau cette année. C’est la première fois depuis 2006 et sa défaite contre Federer que le Biterrois disparaît aussi tôt à Wimbledon.
De nouveau touché au dos, il annule sa participation à tous les tournois auxquels il s'était inscrit dans les semaines qui suivent Wimbledon. À la suite de ce début de saison très difficile marqué par les blessures et quelques contre-performances, il attaque les tournois suivants avec un classement assez bas pour lui, au-delà de la 30e place mondiale, ce qui ne peut plus lui permettre de bye ou d'être tête de série en Masters 1000. Ainsi, au Masters du Canada à Montréal, après s'être défait difficilement du Canadien Brayden Schnur (pour l'anecdote, cette victoire, la 477e sur le circuit ATP, lui permet de devenir le recordman français du nombre de matchs gagnés sur le circuit ATP devant Yannick Noah), il est ensuite éliminé (3-6, 6-4, 63-7) par l'Allemand Alexander Zverev, 8e mondial et futur vainqueur du tournoi, non sans avoir eu trois balles de match non converties par le Français, ainsi qu'un échange de 49 coups. La semaine suivante, au Masters de Cincinnati, Gasquet élimine facilement l'Australien John-Patrick Smith (6-4, 6-4), avant de céder (3-6, 4-6) contre Rafael Nadal, perdant ainsi pour la 15e fois en autant de confrontations sur le circuit ATP face à l'espagnol. Enfin à l'US Open, nouvelle grosse contre-performance pour le biterrois qui, auteur d'un non-match, est défait dès le 1er tour par l'Argentin Leonardo Mayer (6-3, 2-6, 4-6, 2-6), issu des qualifications et lucky-loser. C'est la première fois depuis 2010 que Gasquet s'incline deux fois de suite consécutivement au 1er tour d'un tournoi du Grand Chelem la même année et ne remportant que 4 victoires en Grand Chelem en 2017, son pire bilan depuis 2010 également. Au classement ATP de 11 septembre, il n'y a plus aucun Français dans le top 15, une première depuis 2007 et Gasquet pointant à la 30e place mondiale.
Richard décide de revenir en Challenger pour reprendre le rythme des matchs en disputant le Challenger de Szczecin en Pologne qu'il remporte. De retour sur le circuit ATP, il s'incline dès le 1er tour du tournoi de Metz face à Denis Istomin.
Au tournoi suivant, au tournoi ATP 500 de Tokyo, il réalise au premier tour une de ses plus belles performances de la saison en sortant l'Américain Sam Querrey (6-4, 7-62), 15e mondial, avant de battre le Sud-Coréen Lu Yen-hsun et ainsi se qualifier pour les quarts de finale, où il s'incline contre David Goffin, 11e mondial, après avoir eu trois balles de premier set. La semaine suivante, au Masters de Shanghai, il élimine successivement Robin Haase (6117, 7-5, 6-2), puis Chung Hyeon en trois sets, puis le Français Gilles Simon (7-5, 65-7, 6-3), se qualifiant ainsi pour son premier quart de finale en Masters 1000 depuis deux ans, et le 17e de sa carrière. Il s'y incline face à Roger Federer au terme d'un match équilibré (5-7, 4-6).
Pour son tournoi suivant, à l'open de Vienne, il parvient à nouveau en quart de finale en réalisant au passage une grosse perf pour battre le héros local Dominic Thiem, 6e joueur mondial (4-6, 7-5, 6-1) dans un match qui se termine après minuit, avant de céder le lendemain, fatigué, face à son compatriote Lucas Pouille (65-7, 1-6). La semaine suivante, au Masters de Paris-Bercy, après une victoire contre Benoit paire en trois sets, il subit la loi de Grigor Dimitrov, 8e joueur mondial, intraitable (4-6, 4-6).
À la mi-novembre, il annonce qu'il change de nouveau d'entraîneur en s'adjugeant les services de Thierry Tulasne et Fabrice Santoro pour la saison 2018.
Fin novembre, il est choisi par Yannick Noah et figure donc dans les 4 joueurs sélectionnés pour jouer la finale de la Coupe Davis à Lille contre la Belgique menée par David Goffin, 7° mondial. À un point partout, il est sélectionné pour jouer le double aux côtés de Pierre-Hugues Herbert, avec qui il n'avait jamais joué en double. Ils l'emportent face à la paire Ruben Bemelmans-De Loore (6-1, 3-6, 7-62, 6-4) après un combat de trois heures. La France remporte cette finale en battant la Belgique 3 points à 2, et permet à Gasquet de remporter cette compétition prestigieuse pour la première fois aux côtés de Jo-Wilfried Tsonga, Lucas Pouille, et Pierre-Hugues Herbert. La France n'avait plus gagné la coupe Davis depuis 16 ans (2001), et c'est également la première victoire de la France en finale à domicile depuis 1991.

### 2018:15etitreATP et deux autres finales
Après un début d'année mitigé marqué par une défaite au deuxième tour du tournoi de Doha face au jeune joueur grec Stéfanos Tsitsipás, Richard Gasquet est éliminé au troisième tour de l'Open d'Australie par Roger Federer. Lors du premier tour de la Coupe Davis, il s'impose face au Néerlandais Robin Haase en quatre sets. Il participe au tournoi de Montpellier, fort de cinq finales consécutives dans ce tournoi, où il élimine Daniil Medvedev, Pierre-Hugues Herbert, Damir Džumhur et David Goffin, pour sa sixième finale dans ce tournoi, qu'il perd en deux sets face à Lucas Pouille. Il s'incline ensuite consécutivement aux premiers tours des tournois de Rotterdam et Dubaï, respectivement face à Pierre-Hugues Herbert et au Croate Borna Ćorić.
Il déclare forfait pour les Masters d'Indian Wells et s'incline d'entrée contre Jérémy Chardy au Masters de Miami (7-5, 6-1). Il joue ensuite le tournoi de Budapest, où il va jusqu'en demi-finale.
À Monte-Carlo, il remporte contre Mischa Zverev sa 500e victoire sur le circuit ATP, devenant ainsi le premier Français de l'ère Open à atteindre ce chiffre. Il est ensuite battu en quart de finale par Alexander Zverev au terme d'un match épique. Pour son quinzième Roland-Garros, il s'incline au troisième tour face à Rafael Nadal en trois sets.
Il entame sa saison sur gazon au tournoi ATP de Bois-le-Duc, où il bat successivement Evgeny Donskoy, Stéfanos Tsitsipás, Bernard Tomic en demi-finale, et domine Jérémy Chardy (6-3, 7-6) pour remporter le quinzième titre ATP de sa carrière. En septembre, il est appelé par Yannick Noah pour jouer la demi-finale de coupe Davis à laquelle il ne pourra finalement pas participer.
Sa fin de saison 2018 est écourtée par une blessure à l'aine (hernie inguinale) survenue lors de sa défaite face à Jack Sock (6-3, 6-3) au tournoi de Paris-Bercy. Opéré, il se retire du circuit jusqu'au mois de mai 2019.

### 2019 - 2022
En 2019, au Masters de Cincinnati, Richard Gasquet bat Andy Murray au premier tour, puis se qualifie pour les demi-finales où il est éliminé par David Goffin. Il réalise à cette occasion son meilleur résultat en Masters 1000 depuis une demi-finale perdue face à Andy Murray en 2013 au tournoi de Miami.
En 2021, Richard Gasquet est tête de série numéro 4 du tournoi d'Umag. Il se qualifie pour la finale, une première depuis 2018, en venant à bout de l’Allemand Daniel Altmaier en trois manches et 3h10 de jeu (7-6 [2], 3-6, 6-3). Richard Gasquet affronte en finale du tournoi Carlos Alcaraz, tête de série N°7 et 73e joueur mondial et perd largement (6-2, 6-2).
Après avoir échoué au deuxième tour des tournois de l'Open d'Australie  et de Roland-Garros, il est éliminé au troisième tour de Wimbledon par le Néerlandais Botic van de Zandschulp. À l'US Open, il s'incline au troisième tour, face à Rafael Nadal.

### 2023:16etitre ATP
Au tournoi d'Auckland, Richard Gasquet s'impose en début de saison contre l'Australien invité Kiranpal Pannu (6-3, 6-1), le repêché João Sousa (7-6, 6-2) et l'ancien top 10 David Goffin (1-6, 6-1, 6-1). Il profite du forfait de son compatriote Constant Lestienne en demi-finale et le 14 janvier 2023, il remporte face à Cameron Norrie le 16e tournoi de sa carrière sur le circuit ATP (4-6, 6-4, 6-4). À la suite de cette victoire, il redevient le numéro 1 français et intègre de nouveau le top 50 du classement ATP. Vaincu par Ugo Humbert au premier tour de l'Open d'Australie, Gasquet poursuit avec un mois de février assez inconsistant. Vaincu par Arthur Fils au premier tour de l'Open de Montpellier, il s'incline aussi à Marseille et à Rotterdam face au suisse Stanislas Wawrinka. Seule éclaircie de ce mois de février, sa victoire face à Pablo Carreño Busta alors qu'il était mené d'un set et d'un break.
Il reprend la compétition à Indian Wells où il se défait difficilement de Borna Gojo au premier tour. Il est ensuite opposé à l'italien Jannik Sinner.
Le 15 juin, à Stuttgart, en battant au 1er tour le grec Stefanos Tsitsipas, il devient le 45e joueur en activité à atteindre la barre symbolique des 600 victoires ATP en carrière après Rafael Nadal, Novak Djokovic et Andy Murray. Il bat également un top 10 sur gazon pour la première fois depuis son quart à Wimbledon en 2015.

### 2024:1000ematch sur le circuit ATP, 10ème titre en Challenger

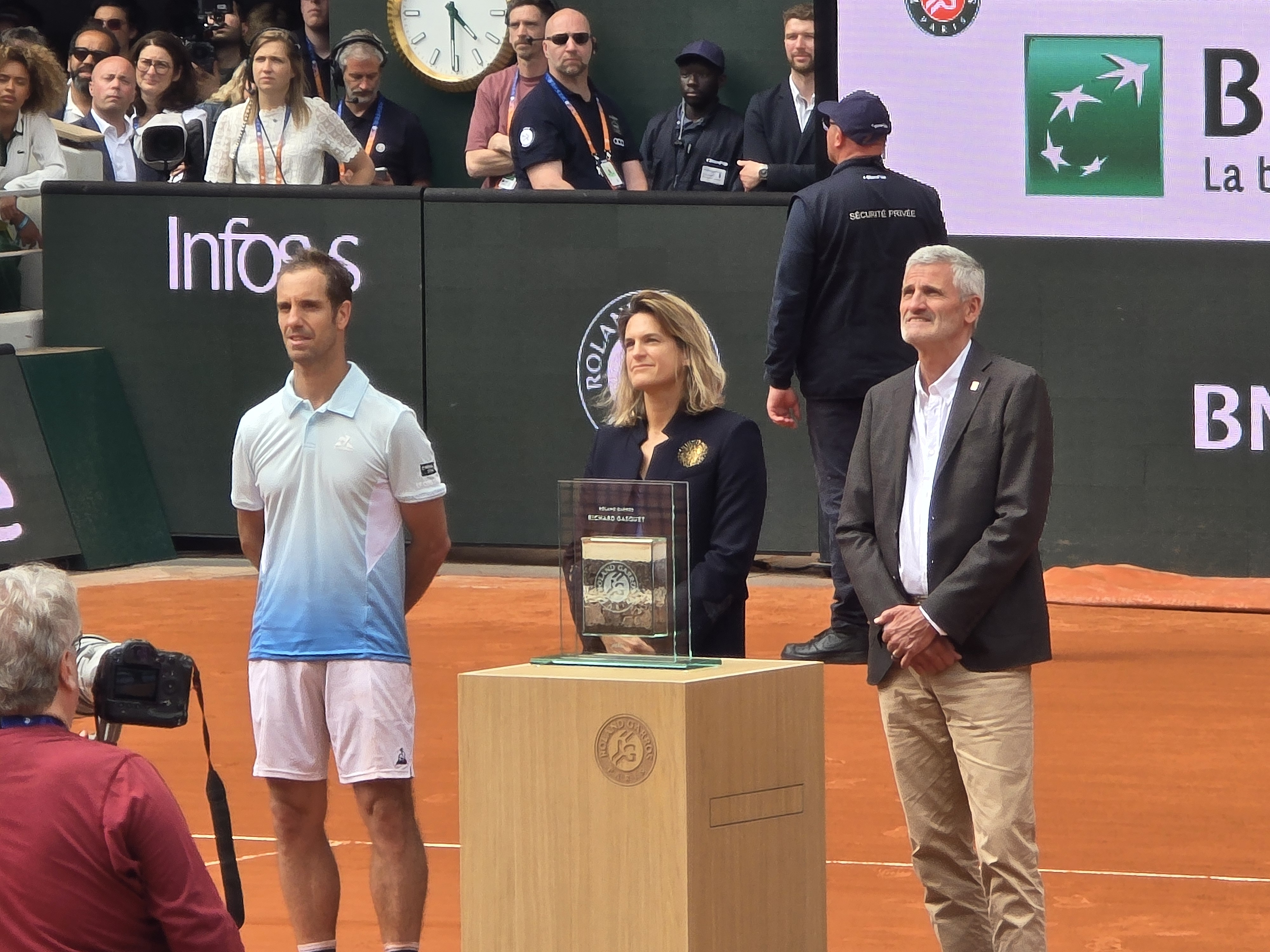
Hommage à Richard Gasquet (gauche) pour son dernier match professionnel (Internationaux de France de tennis 2025). Gasquet est aux côtés d'Amélie Mauresmo et de Gilles Moretton.

En février, Richard Gasquet est battu en finale par Mikhail Kukushkin au Challenger de Manama (7-6 [5], 6-4). En avril, au premier tour du Masters 1000 de Madrid, il joue le 1000e match de sa carrière sur le circuit ATP ; il est le 18e joueur — et le premier Français — à atteindre ce chiffre depuis le début de l'ère Open.
Sorti du top 100 mondial, il est invité à Roland-Garros où il est battu au deuxième tour en trois sets par l'Italien Jannik Sinner.
En septembre, il remporte le Challenger de Cassis. À 38 ans et deux mois, il devient le troisième plus vieux vainqueur en Challenger derrière Ivo Karlović (39 ans et 7 mois) et Fernando Verdasco (38 ans et 3 mois). 22 ans après son premier titre en carrière, il remporte un 10ème Challenger.
En octobre, il annonce qu'il prendra sa retraite après le tournoi de Roland-Garros 2025. Le 29 mai 2025, il joue son dernier match contre Jannik Sinner sur le court central, où un hommage lui est rendu.

## Analyse technique

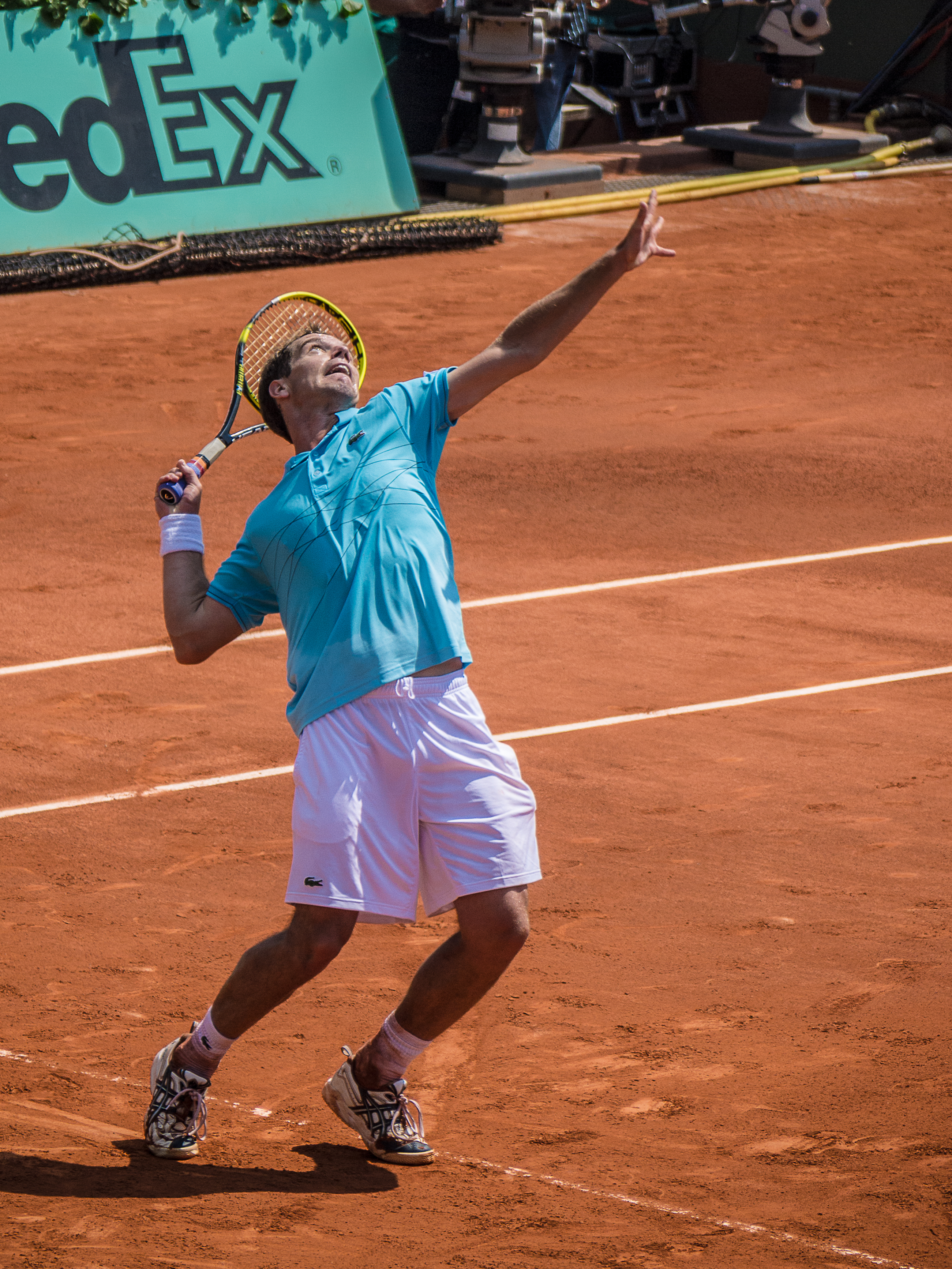
Gasquet en 2012 à Roland-Garros.

Richard Gasquet déclare qu'il est le « produit de la philosophie du système tennistique français, jouant de beaux coups avec style en frappant la balle tôt ». Il est en effet considéré comme un joueur particulièrement doué et complet techniquement, le magazine Deuce de l'ATP World Tour le qualifiant en 2011 de joueur « brillant, à l'élégance classique, imaginatif et au talent naturel, ». Il est notamment crédité d'une très grande qualité et efficacité sur ses revers de fond de court, croisés ou le long de la ligne, lui permettant d'accélérer subitement le jeu et de déborder son adversaire quelle que soit sa propre position sur le terrain. Gasquet possède également une volée de très bonne qualité tout en toucher et en vélocité. Mais, sa tendance naturelle à jouer loin derrière la ligne de fond de court ne lui permet pas de prendre rapidement l'ascendant dans l'échange ou d'effectuer autant de coups gagnants que les autres joueurs au très haut niveau. Néanmoins, grâce à son travail avec Sébastien Grosjean depuis le début de 2011, cet aspect de son jeu s'est amélioré. Il a effectué également depuis 2009 un travail important pour améliorer la qualité, la diversité et la régularité de son premier service. Considéré au début de sa carrière comme un « joueur émotif », il s'est efforcé par la suite de « canaliser cet aspect pour jouer son meilleur tennis ».
Son style de jeu s'adapte à toutes les surfaces, ce qui lui a permis d'être l'un des rares joueurs à remporter des tournois ATP sur toutes les surfaces possibles : terre battue, gazon, dur, moquette indoor et dur indoor,. De plus, en 2006, il a atteint des finales sur toutes les surfaces au cours d'une même année (terre battue, gazon, dur et moquette indoor), une performance relativement rare chez les joueurs.

## Palmarès

### En simple messieurs
| 16 titres en simple | 0 G. Chelem | 0 G. Chelem | 0 G. Chelem | 0 G. Chelem | 0 Masters | 0 Masters | 0 Masters   | 0 Masters   | 0 Masters 1000 | 0 Masters 1000 | 0 Masters 1000 | 0 Masters 1000 | 0 ATP 500          | 0 ATP 500          | 0 ATP 500          | 0 ATP 500          | 16 ATP 250         | 16 ATP 250         | 16 ATP 250     | 16 ATP 250     | 0 JO           | 0 JO           | 0 JO           | 0 JO           |
| 16 titres en simple | 9 sur dur   | 9 sur dur   | 9 sur dur   | 9 sur dur   | 9 sur dur | 9 sur dur | 3 sur gazon | 3 sur gazon | 3 sur gazon    | 3 sur gazon    | 3 sur gazon    | 3 sur gazon    | 3 sur terre battue | 3 sur terre battue | 3 sur terre battue | 3 sur terre battue | 3 sur terre battue | 3 sur terre battue | 1 sur moquette | 1 sur moquette | 1 sur moquette | 1 sur moquette | 1 sur moquette | 1 sur moquette |

## Meilleures performances
- 2002
  - Vainqueur au Challenger de Montauban

- 2003
  - Vainqueur aux Challengers de Sarajevo, Naples, Reggio Emilia et Grenoble

- 2004
  - Vainqueur à Roland-Garros en double mixte avec Tatiana Golovin
  - Finaliste à l'Open de Moselle
  - 1/2 finaliste au tournoi de Buenos Aires

- 2005
  - Vainqueur à l'Open de Nottingham et aux Challengers de Barletta et de Naples
  - Finaliste aux Masters de Hambourg
  - 1/2 finaliste aux Masters de Monte-Carlo

- 2006
  - Vainqueur à l'Open de Nottingham, à l'Open de Gstaad, au Grand Prix de Tennis de Lyon
  - Vainqueur à l'Open de Moselle en double avec Fabrice Santoro
  - Finaliste aux Masters du Canada

- 2007
  - Vainqueur à l'Open de Bombay
  - Finaliste à l'Open du Portugal, à l'Open du Japon et aux Masters de Monte-Carlo en double messieurs avec Julien Benneteau
  - 1/2 finaliste à Wimbledon et aux Masters de Paris-Bercy

- 2008
  - Vainqueur au Tournoi de Sydney en double messieurs avec Jo-Wilfried Tsonga
  - Finaliste au Tournoi de Stuttgart
  - 1/2 finaliste à l'Open de Roumanie et à l'Open du Japon

- 2009
  - Finaliste à l'Open de Saint-Pétersbourg en double messieurs avec Jérémy Chardy
  - 1/2 finaliste à l'Open de Brisbane, au Tournoi de Sydney, à l'Open de Dubaï, aux Masters d'Indian Wells en double messieurs avec Stanislas Wawrinka, à l'Open de Moselle

- 2010
  - Vainqueur à l'Open de Nice et au BNP Paribas Primrose Bordeaux
  - Finaliste au Tournoi de Sydney et à l'Open de Gstaad
  - 1/2 finaliste à l'Open de Moselle

- 2011
  - 1/2 finaliste aux Masters de Rome et à l'Open de Dubaï

- 2012
  - Médaillé de bronze en double (avec Julien Benneteau) aux Jeux olympiques de Londres
  - Vainqueur à l'Open de Thaïlande
  - Finaliste aux Masters du Canada et à l'Open du Portugal

- 2013
  - Vainqueur à l'Open de Doha, à l'Open de Montpellier et au tournoi de Moscou
  - 1/2 finaliste à l'US Open, aux Masters de Miami, au tournoi de Halle, au tournoi de Bangkok et au tournoi de Pékin

- 2014
  - Finaliste au Tournoi d'Eastbourne, à l'Open de Montpellier et de la Coupe Davis
  - 1/2 finaliste à l'Open 13 et au Classic de Washington

- 2015
  - Vainqueur à l'Open de Montpellier et à l'Open d'Estoril
  - 1/2 finaliste à Wimbledon
  - 1/4 de finaliste à l'US Open

- 2016
  - Vainqueur à l'Open de Montpellier et à l'Open d'Anvers
  - Finaliste à l'Open de Shenzhen
  - 1/4 de finaliste à Roland-Garros

- 2017
  - Finaliste à l'Open de Montpellier
  - 1/2 finaliste à l'Open 13, à l'Open de Halle et au tournoi d'Eastbourne
  - Vainqueur du Challenger de Szczecin, de l'Hopman Cup
  - Vainqueur de la Coupe Davis

- 2018
  - Vainqueur au Libéma Open, Bois-le-Duc
  - Finaliste à l'Open de Montpellier et à Bastad
  - 1/2 finaliste à l'Open du Japon
  - 1/4 de finaliste à Monte-Carlo

- 2019
  - 1/2 finaliste au Masters de Cincinnati

- 2021
  - Finaliste de l'Open d'Umag

- 2023
  - Vainqueur à l'Open d'Auckland

- 2024
  - Vainqueur du Challenger de Cassis

## Parcours dans les tournois duGrand Chelem

### En simple
| Année | Open d'Australie | Open d'Australie     | Internationaux de France | Internationaux de France | Wimbledon       | Wimbledon            | US Open         | US Open           |
| ----- | ---------------- | -------------------- | ------------------------ | ------------------------ | --------------- | -------------------- | --------------- | ----------------- |
| 2002  | —                | —                    | 1er tour (1/64)          | Albert Costa             | —               | —                    | —               | —                 |
| 2003  | 1er tour (1/64)  | Mikhail Youzhny      | 1er tour (1/64)          | Nicolás Lapentti         | —               | —                    | —               | —                 |
| 2004  | 1er tour (1/64)  | Florian Mayer        | 1er tour (1/64)          | David Nalbandian         | 1er tour (1/64) | Kenneth Carlsen      | —               | —                 |
| 2005  | —                | —                    | 3e tour (1/16)           | Rafael Nadal             | 1/8 de finale   | David Nalbandian     | 1/8 de finale   | Robby Ginepri     |
| 2006  | 1er tour (1/64)  | Tommy Haas           | 2e tour (1/32)           | David Nalbandian         | 1er tour (1/64) | Roger Federer        | 1/8 de finale   | Lleyton Hewitt    |
| 2007  | 1/8 de finale    | Tommy Robredo        | 2e tour (1/32)           | Kristof Vliegen          | 1/2 finale      | Roger Federer        | 2e tour (1/32)  | Forfait           |
| 2008  | 1/8 de finale    | Jo-Wilfried Tsonga   | —                        | —                        | 1/8 de finale   | Andy Murray          | 1er tour (1/64) | Tommy Haas        |
| 2009  | 3e tour (1/16)   | Fernando González    | —                        | —                        | —               | —                    | 1er tour (1/64) | Rafael Nadal      |
| 2010  | 1er tour (1/64)  | Mikhail Youzhny      | 1er tour (1/64)          | Andy Murray              | —               | —                    | 1/8 de finale   | Gaël Monfils      |
| 2011  | 3e tour (1/16)   | Tomáš Berdych        | 1/8 de finale            | Novak Djokovic           | 1/8 de finale   | Andy Murray          | 2e tour (1/32)  | Ivo Karlović      |
| 2012  | 1/8 de finale    | David Ferrer         | 1/8 de finale            | Andy Murray              | 1/8 de finale   | Florian Mayer        | 1/8 de finale   | David Ferrer      |
| 2013  | 1/8 de finale    | Jo-Wilfried Tsonga   | 1/8 de finale            | S. Wawrinka              | 3e tour (1/16)  | Bernard Tomic        | 1/2 finale      | Rafael Nadal      |
| 2014  | 3e tour (1/16)   | Tommy Robredo        | 3e tour (1/16)           | Fernando Verdasco        | 2e tour (1/32)  | Nick Kyrgios         | 3e tour (1/16)  | Gaël Monfils      |
| 2015  | 3e tour (1/16)   | Kevin Anderson       | 1/8 de finale            | Novak Djokovic           | 1/2 finale      | Novak Djokovic       | 1/4 de finale   | Roger Federer     |
| 2016  | —                | —                    | 1/4 de finale            | Andy Murray              | 1/8 de finale   | Jo-Wilfried Tsonga   | 1er tour (1/64) | Kyle Edmund       |
| 2017  | 3e tour (1/16)   | Grigor Dimitrov      | 3e tour (1/16)           | Gaël Monfils             | 1er tour (1/64) | David Ferrer         | 1er tour (1/64) | Leonardo Mayer    |
| 2018  | 3e tour (1/16)   | Roger Federer        | 3e tour (1/16)           | Rafael Nadal             | 1er tour (1/64) | Gaël Monfils         | 3e tour (1/16)  | Novak Djokovic    |
| 2019  | —                | —                    | 2e tour (1/32)           | J. I. Londero            | 1er tour (1/64) | Lucas Pouille        | 1er tour (1/64) | Matteo Berrettini |
| 2020  | —                | —                    | 1er tour (1/64)          | R. Bautista-Agut         | Annulé          | Annulé               | 2e tour (1/32)  | Alex de Minaur    |
| 2021  | —                | —                    | 2e tour (1/32)           | Rafael Nadal             | 2e tour (1/32)  | Roger Federer        | 1er tour (1/64) | Daniil Medvedev   |
| 2022  | 2e tour (1/32)   | B. van de Zandschulp | 2e tour (1/32)           | Sebastian Korda          | 3e tour (1/16)  | B. van de Zandschulp | 3e tour (1/16)  | Rafael Nadal      |
| 2023  | 1er tour (1/64)  | Ugo Humbert          | 1er tour (1/64)          | Arthur Rinderknech       | 1er tour (1/64) | Corentin Moutet      | 1er tour (1/64) | Fábián Marozsán   |
| 2024  | 1er tour (1/64)  | Carlos Alcaraz       | 2e tour (1/32)           | Jannik Sinner            | Q3              | Vít Kopřiva          | Q2              | Villus Gaubas     |
| 2025  | Q1               | Duje Ajdukovic       | 2e tour (1/32)           | Jannik Sinner            | —               | —                    | —               | —                 |

N.B. : à droite du résultat se trouve le nom de l'ultime adversaire.

### En double messieurs
| Année | Open d'Australie                                                                 | Open d'Australie | Internationaux de France                                                             | Internationaux de France | Wimbledon | Wimbledon | US Open | US Open |
| ----- | -------------------------------------------------------------------------------- | ---------------- | ------------------------------------------------------------------------------------ | ------------------------ | --------- | --------- | ------- | ------- |
| 2002  | —                                                                                | —                | 1er tour (1/32) J.-W. Tsonga \|\| style="text-align:left;" \| Wayne Black K. Ullyett | —                        | —         | —         | —       |         |
| 2003  | —                                                                                | —                | 1er tour (1/32) R. Cadart \|\| style="text-align:left;" \| Wayne Black K. Ullyett    | —                        | —         | —         | —       |         |
|       |                                                                                  |                  |                                                                                      |                          |           |           |         |         |
| 2005  | —                                                                                | —                | 1er tour (1/32) G. Monfils \|\| style="text-align:left;" \| Cyril Suk Pavel Vízner   | —                        | —         | —         | —       |         |
| 2006  | 1er tour (1/32) S. Grosjean \|\| style="text-align:left;" \| J. Knowle J. Melzer | —                | —                                                                                    | —                        | —         | —         | —       |         |
|       |                                                                                  |                  |                                                                                      |                          |           |           |         |         |
| 2023  | —                                                                                | —                | 1er tour (1/32) L. Pouille \|\| style="text-align:left;" \| Hugo Nys J. Zieliński    | —                        | —         | —         | —       |         |

N.B. : le nom du partenaire se trouve sous le résultat ; le nom des ultimes adversaires se trouve à droite.

### En double mixte
| Année | Open d'Australie | Open d'Australie | Internationaux de France | Internationaux de France | Wimbledon | Wimbledon | US Open | US Open |
| ----- | ---------------- | ---------------- | ------------------------ | ------------------------ | --------- | --------- | ------- | ------- |
| 2004  | —                | —                | Victoire Tatiana Golovin | Wayne Black Cara Black   | —         | —         | —       | —       |

N.B. : le nom de la partenaire se trouve sous le résultat ; le nom des ultimes adversaires se trouve à droite.

## Parcours auxMasters
| Année | Lieu     | Résultat    | Tour     | Adversaires                                        | Victoire / Défaite       | Scores                                 |
| ----- | -------- | ----------- | -------- | -------------------------------------------------- | ------------------------ | -------------------------------------- |
| 2007  | Shanghai | Round Robin | RR RR RR | Rafael Nadal Novak Djokovic David Ferrer           | Défaite Victoire Défaite | 6-3, 3-6, 4-6 6-4, 6-2 1-6, 1-6        |
| 2013  | Londres  | Round Robin | RR RR RR | Juan Martín del Potro Roger Federer Novak Djokovic | Défaite Défaite Défaite  | 7-64, 3-6, 5-7 4-6, 3-6 65-7, 6-4, 3-6 |

## Parcours dans lesMasters 1000
| Année | Indian Wells              | Miami                     | Monte-Carlo                 | Rome                       | Hambourg puis Madrid       | Canada                    | Cincinnati              | Madrid puis Shanghai      | Paris                    |
| ----- | ------------------------- | ------------------------- | --------------------------- | -------------------------- | -------------------------- | ------------------------- | ----------------------- | ------------------------- | ------------------------ |
| 2002  | —                         | —                         | 2e tour M. Safin            | —                          | —                          | —                         | —                       | —                         | —                        |
| 2003  | —                         | 1er tour J.-R. Lisnard    | 1er tour D. Nalbandian      | —                          | —                          | —                         | —                       | —                         | 1er tour G. Gaudio       |
|       |                           |                           |                             |                            |                            |                           |                         |                           |                          |
| 2005  | —                         | —                         | 1/2 finale R. Nadal         | 2e tour A. Agassi          | Finale R. Federer          | 2e tour S. Grosjean       | 2e tour M. Ančić        | —                         | —                        |
| 2006  | 1/8 de finale R. Federer  | 2e tour F. Serra          | —                           | —                          | 1er tour K. Vliegen        | Finale R. Federer         | 1er tour T. Robredo     | 2e tour N. Djokovic       | 1/8 de finale Forfait    |
| 2007  | 1/8 de finale A. Roddick  | 3e tour G. Cañas          | 1/4 de finale J. C. Ferrero | 2e tour F. Volandri        | 2e tour J. Melzer          | 2e tour F. Verdasco       | 2e tour L. Hewitt       | 2e tour P.-H. Mathieu     | 1/2 finale D. Nalbandian |
| 2008  | 1/8 de finale J. Blake    | 2e tour D. Toursounov     | 1/8 de finale S. Querrey    | 1er tour L. Horna          | 2e tour A. Seppi           | 1/4 de finale R. Nadal    | 2e tour D. Toursounov   | 1/8 de finale R. Nadal    | —                        |
| 2009  | 3e tour F. Verdasco       | —                         | —                           | 1/8 de finale F. Verdasco  | —                          | —                         | —                       | 1er tour D. Ferrer        | —                        |
| 2010  | 1er tour S. Greul         | 1er tour O. Rochus        | 2e tour T. Berdych          | —                          | —                          | 1er tour S. Stakhovsky    | 1/8 de finale M. Fish   | 1/8 de finale N. Djokovic | 2e tour R. Federer       |
| 2011  | 1/4 de finale N. Djokovic | 3e tour M. Fish           | 1/8 de finale R. Nadal      | 1/2 finale R. Nadal        | 1er tour D. Gimeno         | 1/8 de finale N. Almagro  | 1/8 de finale M. Fish   | —                         | 1/8 de finale R. Federer |
| 2012  | 2e tour A. Ramos          | 1/8 de finale N. Djokovic | —                           | 1/4 de finale D. Ferrer    | 1/8 de finale R. Federer   | Finale N. Djokovic        | 1er tour M. Raonic      | 2e tour R. Štěpánek       | 2e tour K. Anderson      |
| 2013  | 1/8 de finale T. Berdych  | 1/2 finale A. Murray      | 1/4 de finale F. Fognini    | 1/8 de finale J. Janowicz  | 2e tour D. Gimeno          | 1/4 de finale N. Djokovic | 2e tour J. Isner        | 1er tour V. Pospisil      | 1/4 de finale R. Nadal   |
| 2014  | 3e tour F. Verdasco       | 1/8 de finale R. Federer  | —                           | —                          | —                          | 1/8 de finale Forfait     | —                       | 2e tour T. Berdych        | 2e tour R. Bautista      |
| 2015  | 2e tour M. Berrer         | —                         | —                           | 2e tour D. Ferrer          | 2e tour T. Berdych         | —                         | 1/4 de finale A. Murray | 1/8 de finale B. Tomic    | 1/4 de finale A. Murray  |
| 2016  | 1/8 de finale M. Čilić    | 1/8 de finale T. Berdych  | 2e tour L. Pouille          | 1/8 de finale K. Nishikori | 1/8 de finale K. Nishikori | —                         | 2e tour K. Anderson     | 1er tour G. Dimitrov      | 1/8 de finale J. Sock    |
| 2017  | —                         | —                         | —                           | —                          | —                          | 2e tour A. Zverev         | 2e tour R. Nadal        | 1/4 de finale R. Federer  | 2e tour G. Dimitrov      |
| 2018  | —                         | 2e tour J. Chardy         | 1/4 de finale A. Zverev     | 1er tour B. Paire          | 2e tour D. Lajović         | —                         | 1er tour P. Carreño     | 2e tour J. M. del Potro   | 2e tour Jack Sock        |
| 2019  | —                         | —                         | —                           | 1er tour J. Chardy         | 2e tour R. Federer         | 1/8 de finale R. Bautista | 1/2 finale D. Goffin    | 1er tour D. Goffin        | —                        |
| 2020  | n.o.                      | n.o.                      | n.o.                        | —                          | n.o.                       | n.o.                      | 2e tour R. Bautista     | n.o.                      | 2e tour D. Schwartzman   |
| 2021  | —                         | —                         | —                           | 1er tour R. Opelka         | —                          | —                         | 1er tour A. Murray      | n.o.                      | 1er tour G. Dimitrov     |
| 2022  | 1er tour O. Otte          | 1er tour T. Kokkinakis    | —                           | —                          | —                          | —                         | —                       | n.o.                      | 2e tour C. Ruud          |
| 2023  | 2e tour J. Sinner         | 2e tour Forfait           | 1er tour D. Thiem           | 1er tour Wu Y.             | 2e tour H. Hurkacz         | —                         | 1er tour A. Mannarino   | 1er tour Zhang Z.         | 1er tour T. Paul         |
| 2024  | —                         | —                         | —                           | —                          | 1er tour L. Sonego         | —                         | —                       | —                         | 1er tour Z. Bergs        |
| 2025  | —                         | —                         | 2e tour D. Altmaier         | —                          | —                          | —                         | —                       | —                         | —                        |

N.B. : sous le résultat se trouve le nom de l’ultime adversaire.

## Classements ATP en fin de saison
| Année          | 2001 | 2002 | 2003 | 2004 | 2005 | 2006 | 2007 | 2008 | 2009 | 2010 | 2011 | 2012 | 2013 | 2014 | 2015 | 2016 | 2017 | 2018 | 2019 | 2020 | 2021 | 2022 | 2023 | 2024 |
| Rang en simple | 1303 | 166  | 93   | 109  | 16   | 18   | 8    | 24   | 52   | 30   | 19   | 10   | 9    | 26   | 9    | 18   | 31   | 26   | 61   | 47   | 86   | 68   | 76   | 129  |
| Rang en double | –    | 1314 | 428  | 965  | 418  | 111  | 76   | 82   | 130  | 454  | 207  | 182  | 238  | 188  | 598  | 849  | –    | –    | –    | –    | –    | –    | –    | –    |

Source : (en) Classements de Richard Gasquet sur le site officiel de la Fédération internationale de tennis

## Confrontations avec ses principaux adversaires
Confrontations lors des différents tournois ATP et en Coupe Davis avec ses principaux adversaires (7 confrontations minimum et avoir été membre du top 10). Classement par pourcentage de victoires. Situation au 1er janvier 2025 :
Les joueurs retraités sont en gris.
| Joueur                | Meilleur classement | Confrontations | Victoires | Défaites | Pourcentage de victoires | Dernière confrontation                                 |
| --------------------- | ------------------- | -------------- | --------- | -------- | ------------------------ | ------------------------------------------------------ |
| Rafael Nadal          | 1                   | 18             | 0         | 18       | 0                        | défaite (0-6, 1-6, 5-7) à l'US Open 2022               |
| David Nalbandian      | 3                   | 7              | 0         | 7        | 0                        | défaite (4-6, 3-6) au tournoi de Sydney 2009           |
| Novak Djokovic        | 1                   | 14             | 1         | 13       | 7,1                      | défaite (2-6, 3-6, 3-6) à l'US Open 2018               |
| Roger Federer         | 1                   | 21             | 2         | 19       | 9,5                      | défaite (61-7, 1-6, 4-6) au tournoi de Wimbledon 2021  |
| Juan Martín del Potro | 3                   | 8              | 1         | 7        | 12,5                     | défaite (5-7, 67-7) au Masters de Shanghai 2018        |
| Roberto Bautista-Agut | 9                   | 10             | 2         | 8        | 20                       | défaite (3-6, 5-7) tournoi de Marseille 2024           |
| David Ferrer          | 3                   | 13             | 3         | 10       | 23,1                     | défaite (3-6, 4-6, 7-5, 2-6) à Wimbledon 2017          |
| Andy Murray           | 1                   | 13             | 4         | 9        | 30,8                     | défaite (4-6, 4-6) au Masters de Cincinnati 2021       |
| Gaël Monfils          | 6                   | 18             | 7         | 11       | 38,9                     | défaite (3-6, 3-6) au tournoi de Dubaï 2020            |
| Jo-Wilfried Tsonga    | 5                   | 9              | 4         | 5        | 44,4                     | défaite (2-4 ab.) à Wimbledon 2016                     |
| Fernando Verdasco     | 7                   | 15             | 7         | 8        | 46,7                     | victoire (6-4, 3-6, 6-1) au Masters de Madrid 2016     |
| Tomáš Berdych         | 4                   | 17             | 8         | 9        | 47,1                     | victoire (6-4, 6-2) au Masters de Madrid 2018          |
| Mikhail Youzhny       | 8                   | 11             | 6         | 5        | 54,5                     | victoire (7-5, 6-2) au tournoi de Marseille 2017       |
| Grigor Dimitrov       | 3                   | 9              | 5         | 4        | 55,6                     | défaite (1-6, 6-4, 2-6) au Masters de Paris-Bercy 2021 |
| Nicolás Almagro       | 9                   | 7              | 4         | 3        | 57,1                     | victoire (6-4, 6-0) au Masters de Monte-Carlo 2016     |
| Kevin Anderson        | 5                   | 11             | 7         | 4        | 63,6                     | victoire (7-66, 7-64) au tournoi de Tokyo 2018         |
| Kei Nishikori         | 4                   | 11             | 8         | 3        | 72,7                     | victoire (66-7, 6-2, 7-64) au Masters du Canada 2019   |
| Nikolay Davydenko     | 3                   | 8              | 6         | 2        | 75                       | victoire (7-63, 6-4, 6-4) à l'Open d'Australie 2014    |
| Gilles Simon          | 6                   | 10             | 9         | 1        | 90                       | victoire (6-4, 6-4) au tournoi de Montpellier 2020     |

Ce bilan ne prend pas en compte les confrontations en qualifications, en Challenger, Futures, ou durant le parcours junior des joueurs :
- Victoire contre Rafael Nadal au 2e tour du Challenger de Saint-Jean-de-Luz en 2003 (6-2, ab.).
- Défaite contre Gilles Simon au 1er tour du Challenger de Sunrise en 2010 (4-6, 4-6).

## Victoires sur le top 10
Toutes ses victoires sur des joueurs classés dans le top 10 de l'ATP lors de la rencontre.
| Légende         |
| Grand Chelem    |
| Masters         |
| Jeux olympiques |
| Masters 1000    |
| ATP 500         |
| ATP 250         |
| Coupe Davis     |

| #  | R.G.   | Tournoi          | Année | Surface      | Adversaire         | Rang  | Tour   | Score                     |
| -- | ------ | ---------------- | ----- | ------------ | ------------------ | ----- | ------ | ------------------------- |
| 1  | no 101 | Monte-Carlo      | 2005  | Terre battue | Roger Federer      | no 1  | 1/4    | 61-7, 6-2, 7-68           |
| 2  | no 51  | Toronto          | 2006  | Dur          | James Blake        | no 6  | 1/16   | 6-4, 6-3                  |
| 3  | no 15  | Monte-Carlo      | 2007  | Terre battue | Ivan Ljubičić      | no 8  | 1/8    | 6-3, 65-7, 7-5            |
| 4  | no 14  | Wimbledon        | 2007  | Gazon        | Andy Roddick       | no 3  | 1/4    | 4-6, 4-6, 7-62, 7-63, 8-6 |
| 5  | no 13  | Tokyo            | 2007  | Dur          | Tomáš Berdych      | no 10 | 1/2    | 7-63, 6-3                 |
| 6  | no 13  | Paris-Bercy      | 2007  | Dur (int.)   | James Blake        | no 7  | 1/8    | 6-4, 6-4                  |
| 7  | no 8   | Masters          | 2007  | Dur (int.)   | Novak Djokovic     | no 3  | Poule  | 6-4, 6-2                  |
| 8  | no 12  | Toronto          | 2008  | Dur          | David Ferrer       | no 5  | 1/8    | 6-3, 6-3                  |
| 9  | no 23  | Brisbane         | 2009  | Dur          | Jo-Wilfried Tsonga | no 7  | 1/4    | 1-6, 6-4, 6-2             |
| 10 | no 25  | Sydney           | 2009  | Dur          | Gilles Simon       | no 7  | 1/8    | 6-4, 6-4                  |
| 11 | no 23  | Rome             | 2009  | Terre battue | Jo-Wilfried Tsonga | no 10 | 1/32   | 7-62, 6-4                 |
| 12 | no 68  | Nice             | 2010  | Terre battue | Fernando Verdasco  | no 9  | Finale | 6-3, 5-7, 7-65            |
| 13 | no 38  | US Open          | 2010  | Dur          | Nikolay Davydenko  | no 6  | 1/32   | 6-3, 6-4, 6-2             |
| 14 | no 21  | Indian Wells     | 2011  | Dur          | Jürgen Melzer      | no 10 | 1/16   | 6-1, 6-3                  |
| 15 | no 21  | Indian Wells     | 2011  | Dur          | Andy Roddick       | no 8  | 1/8    | 6-3, 7-65                 |
| 16 | no 16  | Rome             | 2011  | Terre battue | Roger Federer      | no 3  | 1/8    | 4-6, 7-62, 7-64           |
| 17 | no 16  | Rome             | 2011  | Terre battue | Tomáš Berdych      | no 7  | 1/4    | 4-6, 6-2, 6-4             |
| 18 | no 18  | Open d'Australie | 2012  | Dur          | Janko Tipsarević   | no 9  | 1/16   | 6-3, 6-3, 6-1             |
| 19 | no 22  | Rome             | 2012  | Terre battue | Andy Murray        | no 4  | 1/8    | 61-7, 6-3, 6-2            |
| 20 | no 21  | Toronto          | 2012  | Dur          | Tomáš Berdych      | no 7  | 1/8    | 6-4, 6-2                  |
| 21 | no 10  | Miami            | 2013  | Dur          | Tomáš Berdych      | no 6  | 1/4    | 6-3, 6-3                  |
| 22 | no 9   | US Open          | 2013  | Dur          | David Ferrer       | no 4  | 1/4    | 6-3, 6-1, 4-6, 2-6, 6-3   |
| 23 | no 10  | Pékin            | 2013  | Dur          | David Ferrer       | no 4  | 1/4    | 6-3, 6-4                  |
| 24 | no 14  | Coupe Davis      | 2014  | Terre battue | Tomáš Berdych      | no 6  | 1/2    | 6-3, 6-2, 6-3             |
| 25 | no 20  | Wimbledon        | 2015  | Gazon        | Stanislas Wawrinka | no 4  | 1/4    | 6-4, 4-6, 3-6, 6-4, 11-9  |
| 26 | no 13  | Cincinnati       | 2015  | Dur          | Marin Čilić        | no 9  | 1/8    | 7-5, 6-3                  |
| 27 | no 12  | US Open          | 2015  | Dur          | Tomáš Berdych      | no 6  | 1/8    | 2-6, 6-3, 6-4, 6-1        |
| 28 | no 9   | Paris-Bercy      | 2015  | Dur (int.)   | Kei Nishikori      | no 7  | 1/8    | 7-63, 4-1 ab.             |
| 29 | no 12  | Roland-Garros    | 2016  | Terre battue | Kei Nishikori      | no 6  | 1/8    | 6-4, 6-2, 4-6, 6-2        |
| 30 | no 32  | Vienne           | 2017  | Dur (int.)   | Dominic Thiem      | no 6  | 1/8    | 4-6, 7-5, 6-1             |
| 31 | no 33  | Montpellier      | 2018  | Dur (int.)   | David Goffin       | no 7  | 1/2    | 6-4, 0-6, 6-3             |
| 32 | no 25  | Tokyo            | 2018  | Dur (int.)   | Kevin Anderson     | no 9  | 1/4    | 7-66, 7-64                |
| 33 | no 66  | Montréal         | 2019  | Dur          | Kei Nishikori      | no 6  | 1/16   | 6-7, 6-2, 7-64            |
| 34 | no 52  | Lyon             | 2021  | Terre battue | Diego Schwartzman  | no 10 | 1/8    | 6-3, 7-5                  |
| 35 | no 75  | Genève           | 2022  | Terre battue | Daniil Medvedev    | no 2  | 1/8    | 6-2, 7-65                 |
| 36 | no 55  | Stuttgart        | 2023  | Gazon        | Stéfanos Tsitsipás | no 5  | 1/8    | 7-68, 2-6, 7-5            |

## Distinction
- Chevalier de l'ordre national du Mérite en 2013[189]